# Železniční trať Plzeň – České Budějovice
Železniční trať Plzeň – České Budějovice (v jízdním řádu pro cestující označená v úseku Plzeň–Strakonice číslem 191, v úseku Strakonice – České Budějovice číslem 190) je železniční trať, která vede z Plzně do Českých Budějovic přes Starý Plzenec, Nezvěstice, Nepomuk, Pačejov, Horažďovice předměstí, Strakonice, Ražice, Protivín, Číčenice a Dívčice. Jde o částečně dvoukolejnou elektrizovanou celostátní trať. 
Železniční most u Bavorovic je kulturní památkou.

## Historie
Provoz na trati byl zahájen v roce 1868. Elektrizace trati proběhla v roce 1962 z Plzně do Blovic, v roce 1963 do Horažďovic předměstí, v roce 1966 do Strakonic a v roce 1968 byl elektrizován zbytek tratě. V druhé polovině 60. let byla rovněž přeložena trať u Českých Budějovic a nově zaústěna do pražské tratě u Nemanic, přičemž původní trať od Bavorovic mezi Vrbenskými rybníky byla opuštěna. Most přes Vltavu u Voříškova dvora byl snesen a u Bavorovic na nově trasované trati byl vybudován nový most u Bavorovic
Ve stanici Horažďovice předměstí došlo 4. srpna 2015 k železniční nehodě, kdy se při srážce dvou rychlíků zranilo asi 50 cestujících.
V červnu 2021 byla dokončena dva roky trvající modernizace stanice Pačejov s náklady 1,3 miliardy korun. V říjnu 2023 byla dokončena poslední část modernizace železničního uzlu Plzeň, v rámci které byla na této trati postavena zastávka Plzeň-Slovany a traťová rychlost na území Plzně zvýšena na 100 km/h, po zavedení výhradního provozu ETCS bude zvýšena na 120 km/h.

## Budoucnost
V letech 2027-2030 je v plánu modernizace trati v úseku Plzeň – Horažďovice předměstí. Celý tento úsek bude dvojkolejný a maximální rychlost bude až 160 km/h. V letech 2033-2035 bude modernizován úsek Horažďovice předm. – Protivín. Traťová rychlost bude zvýšena až na 200 km/h, úsek Horažďovice – Strakonice však zůstane jednokolejný pouze s drobnými přeložkami trati. V letech 2030-2033 je v plánu také modernizace posledního úseku do Českých Budějovic spolu s traťovým úsekem Protivín – Písek město, kde je v plánu zdvojkolejnění a dílčí přeložky za účelem zvýšení rychlosti až na 200 km/h.

## Stanice a zastávky

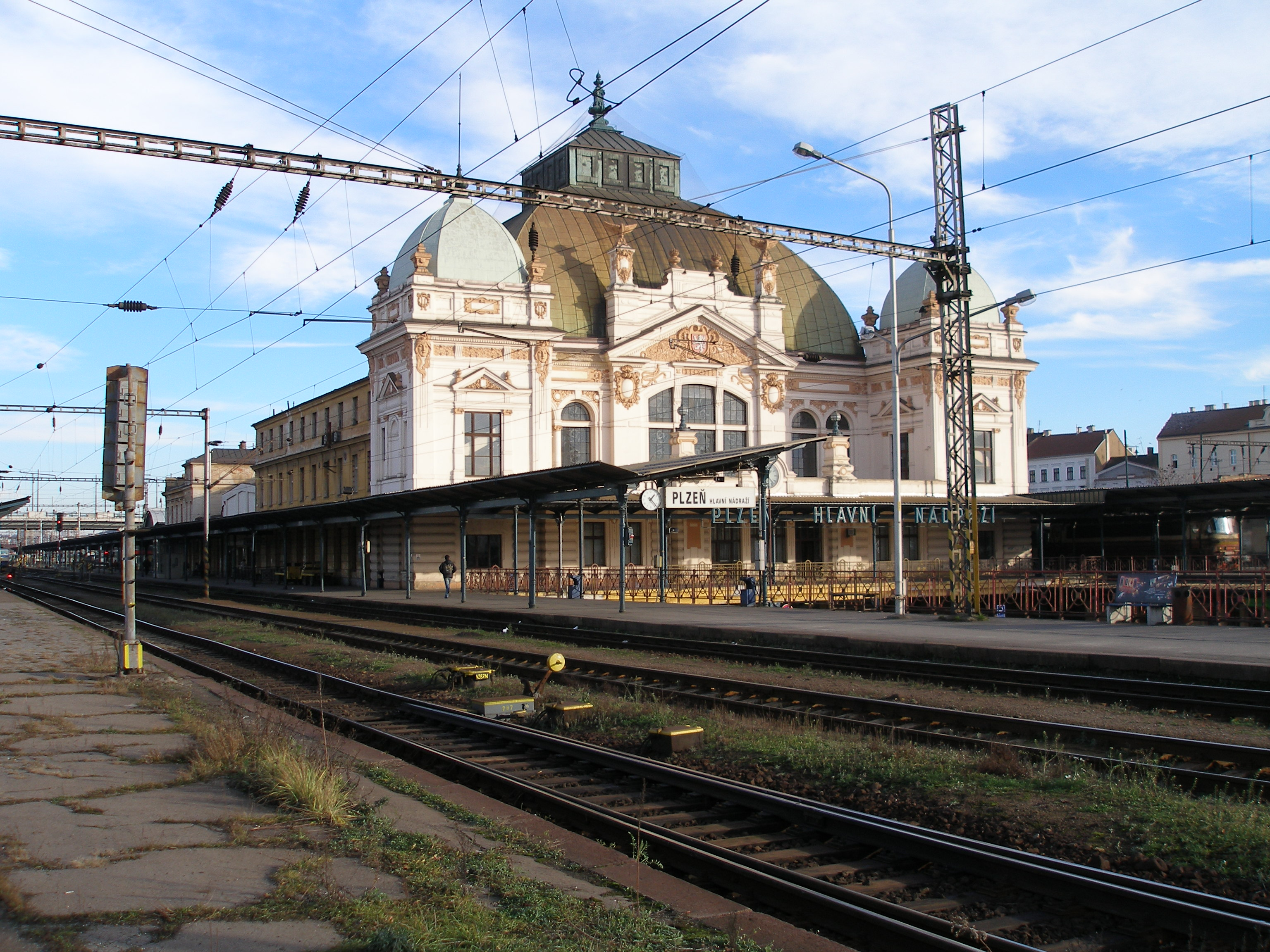
Plzeň hl. n.
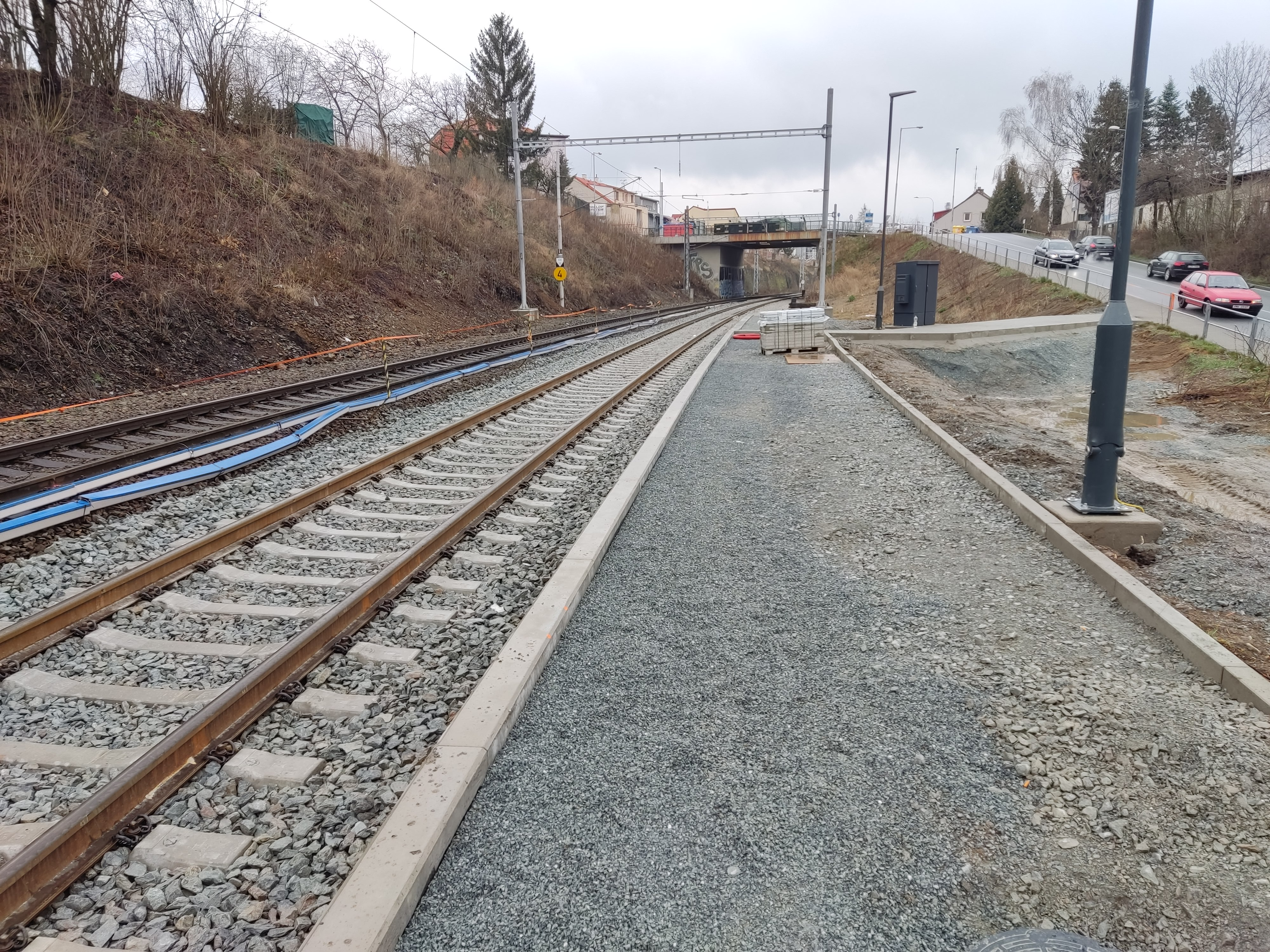
Plzeň-Slovany
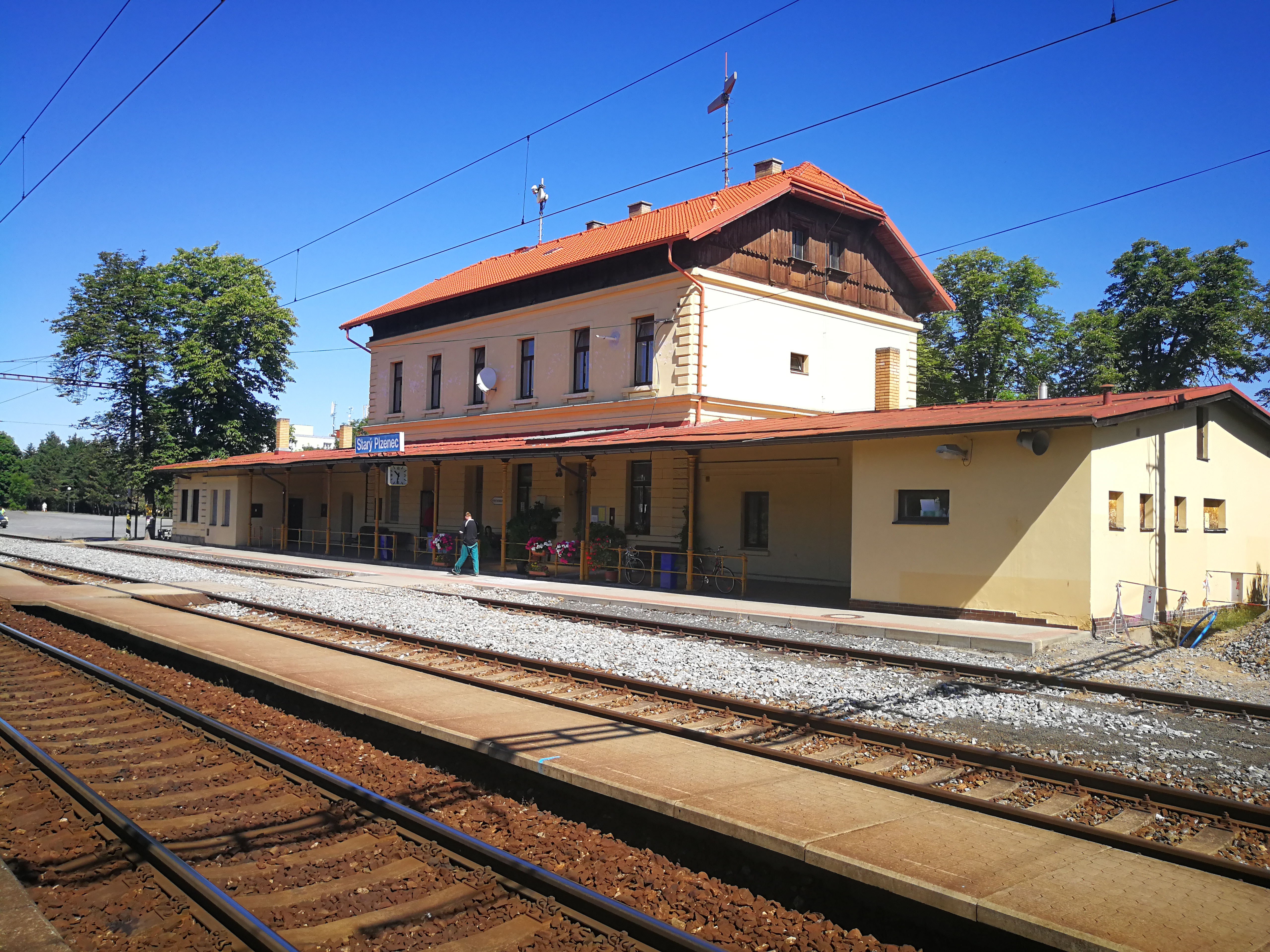
Starý Plzenec
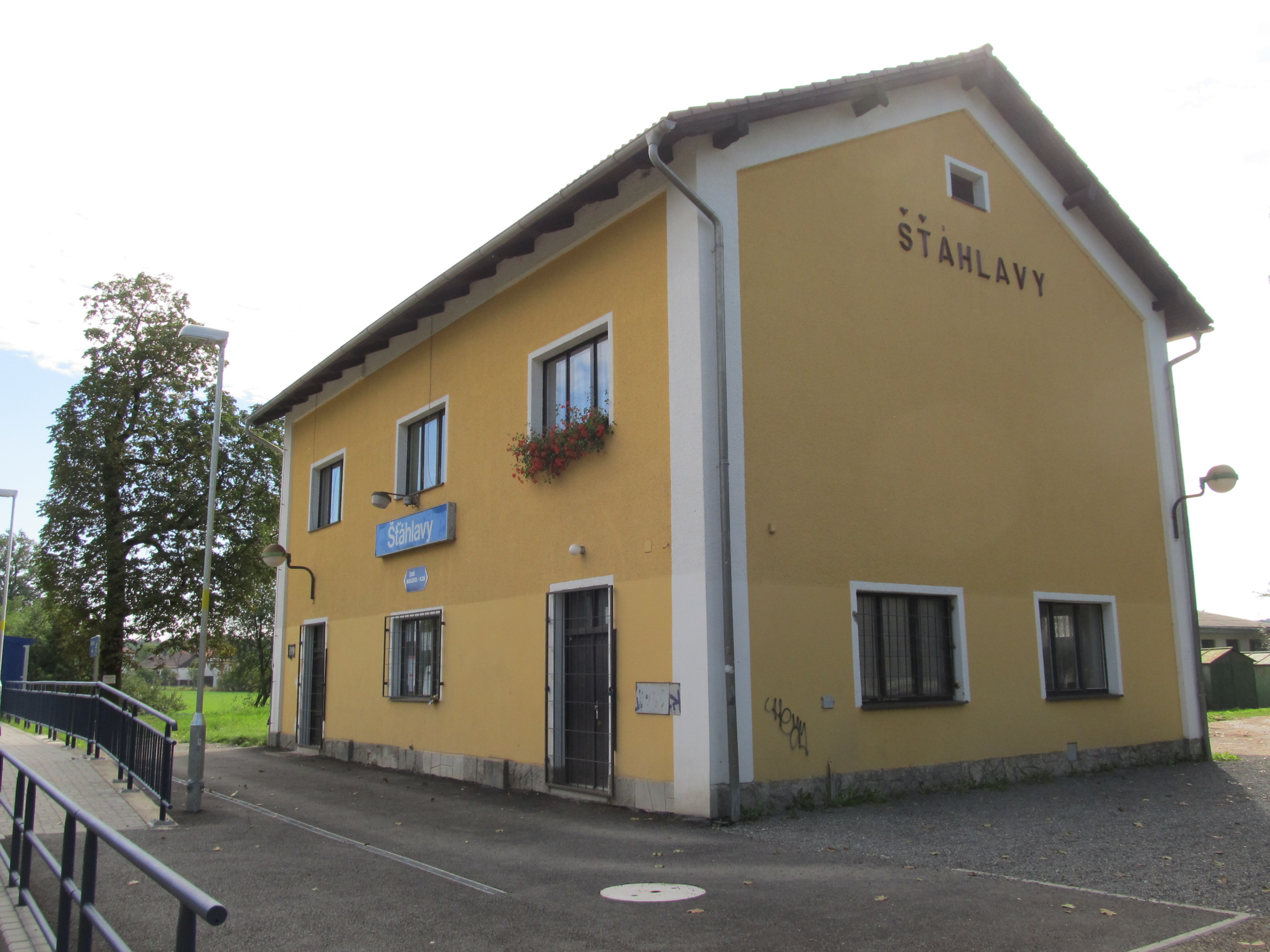
Šťáhlavy
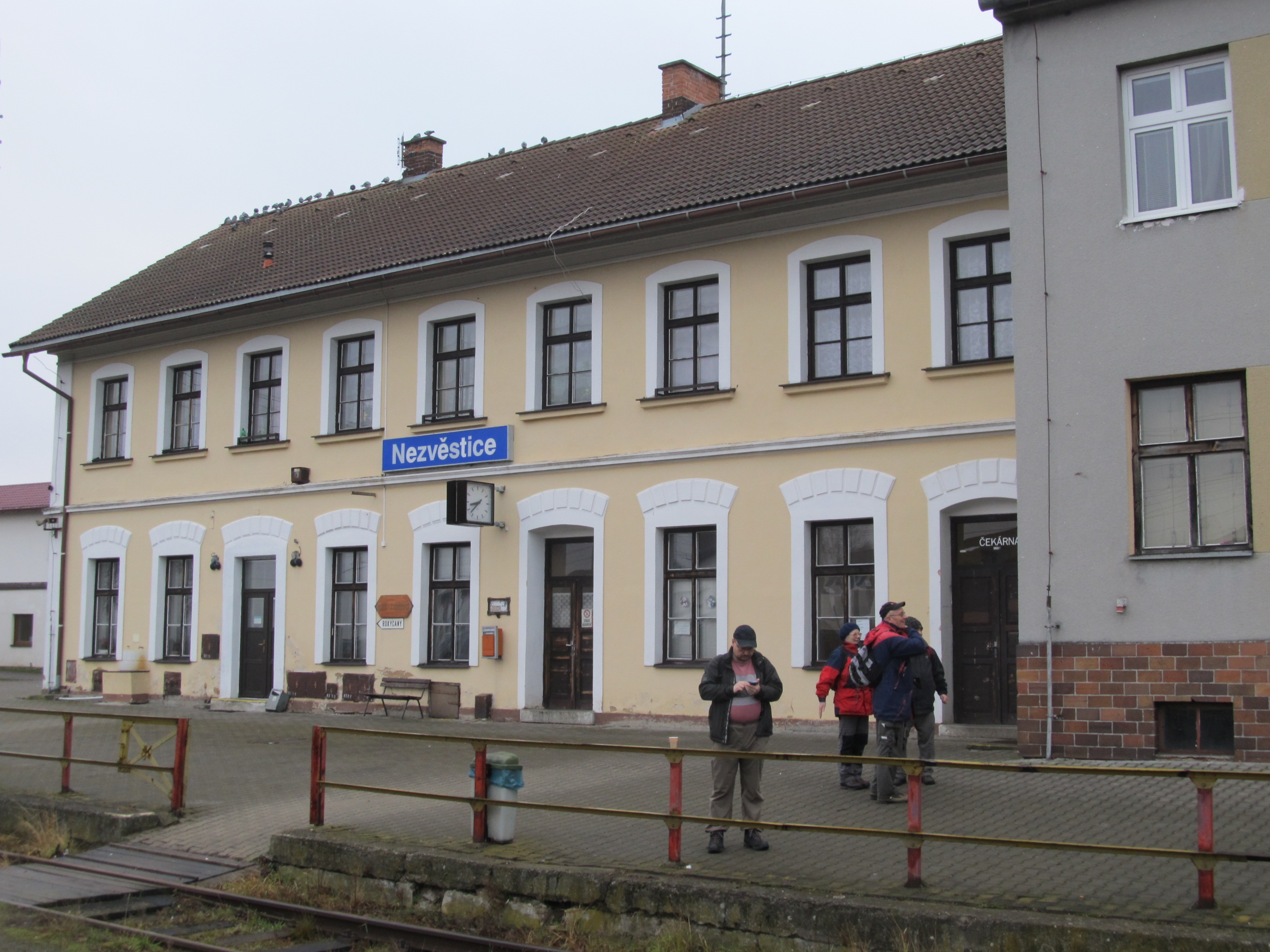
Nezvěstice
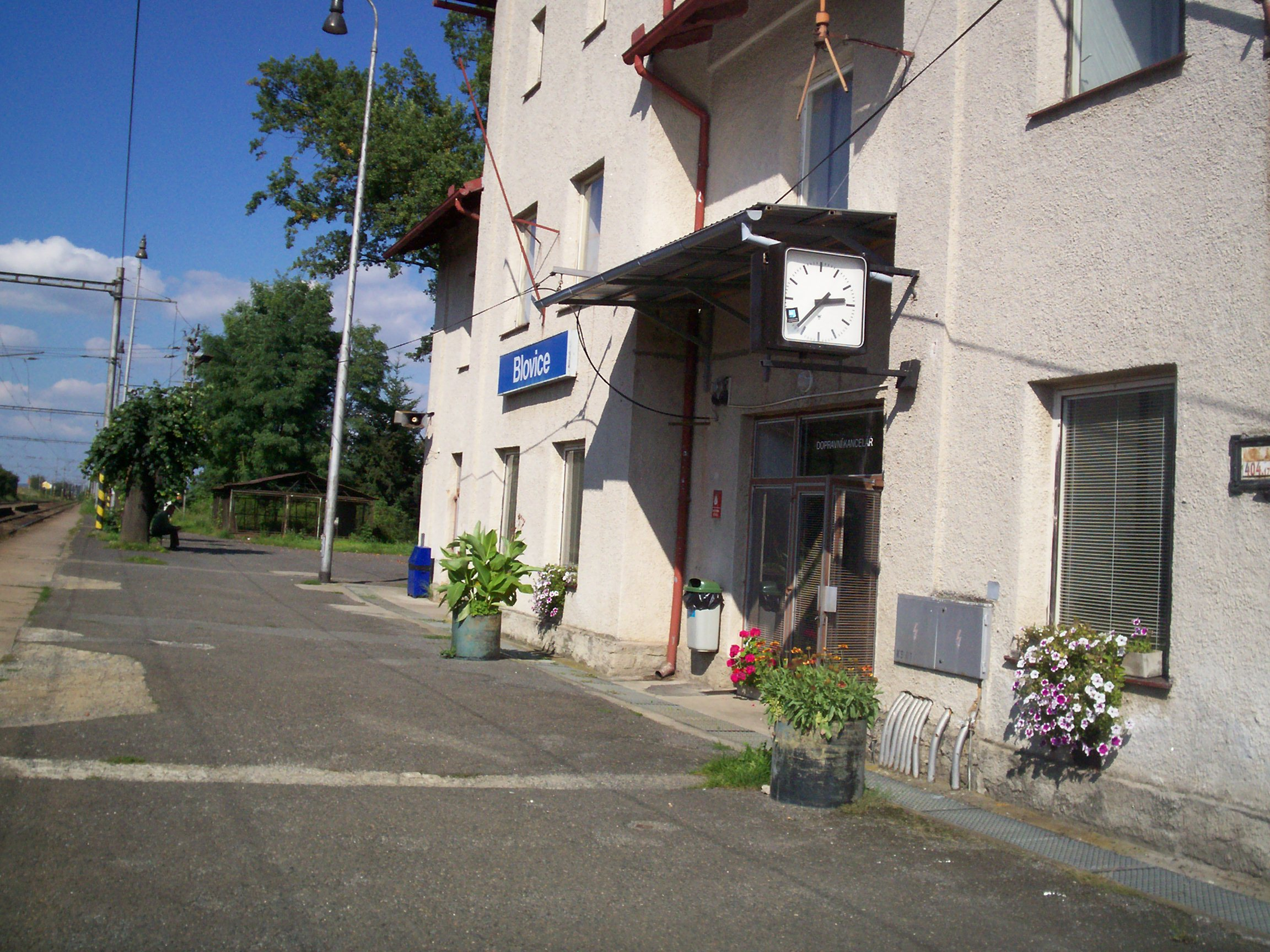
Blovice
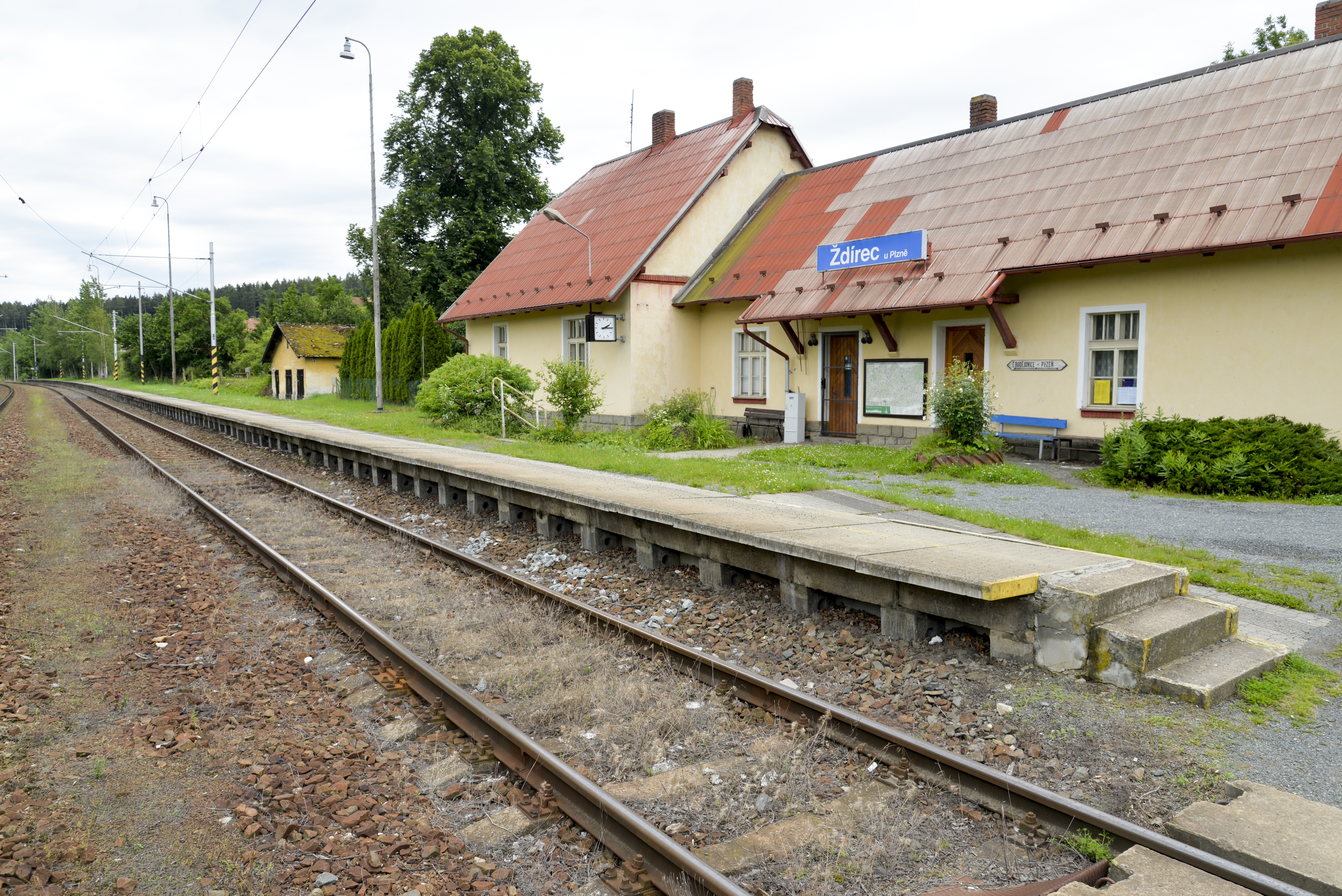
Ždírec u Plzně
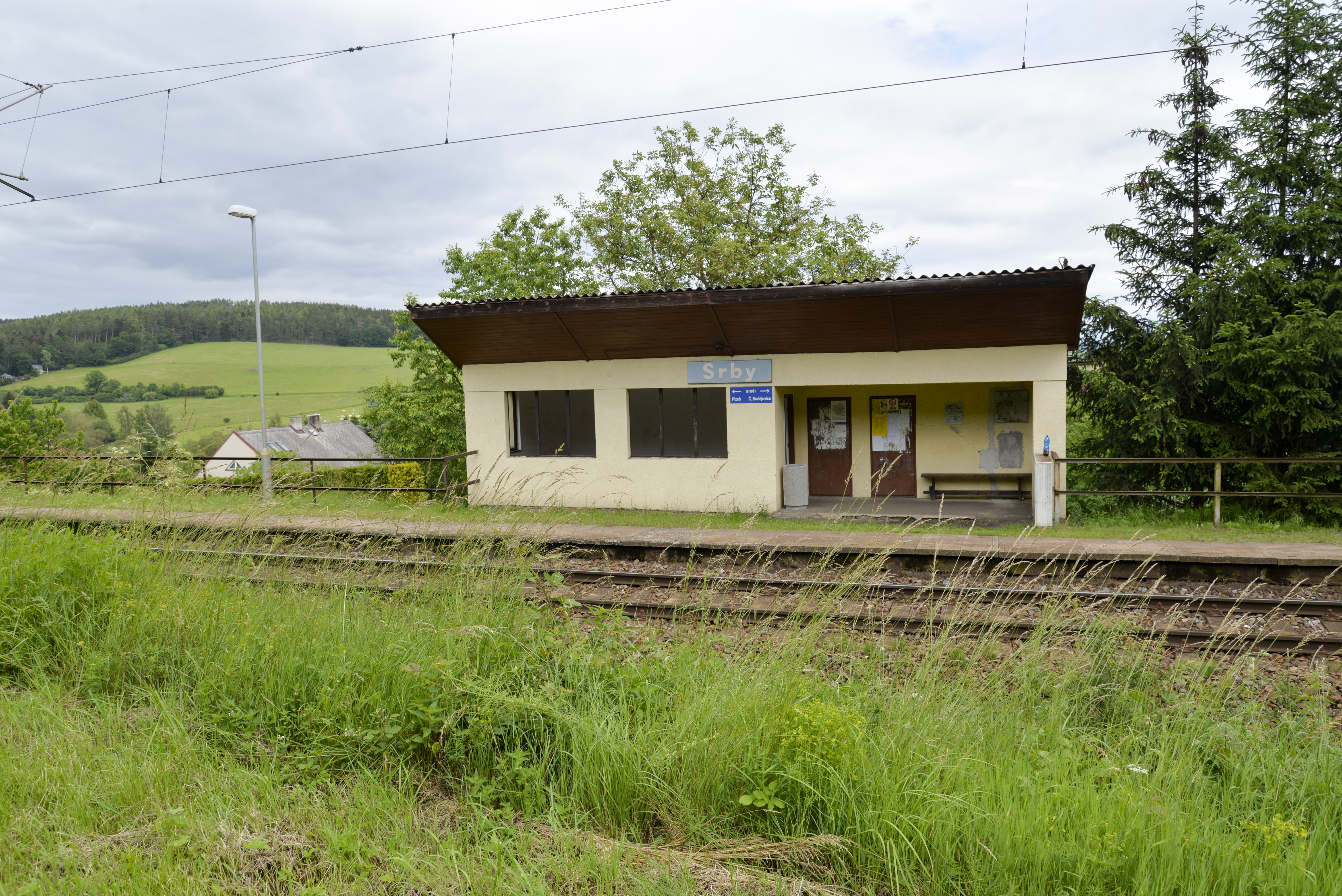
Srby
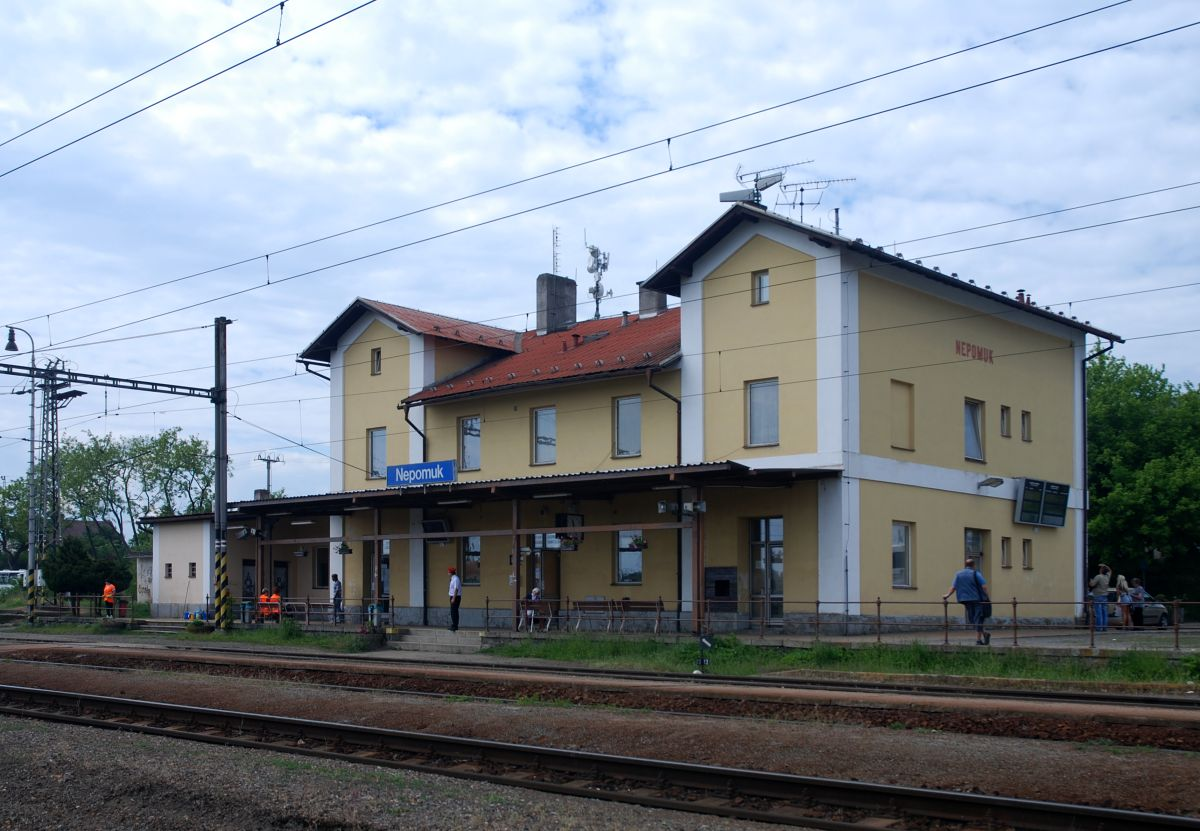
Nepomuk
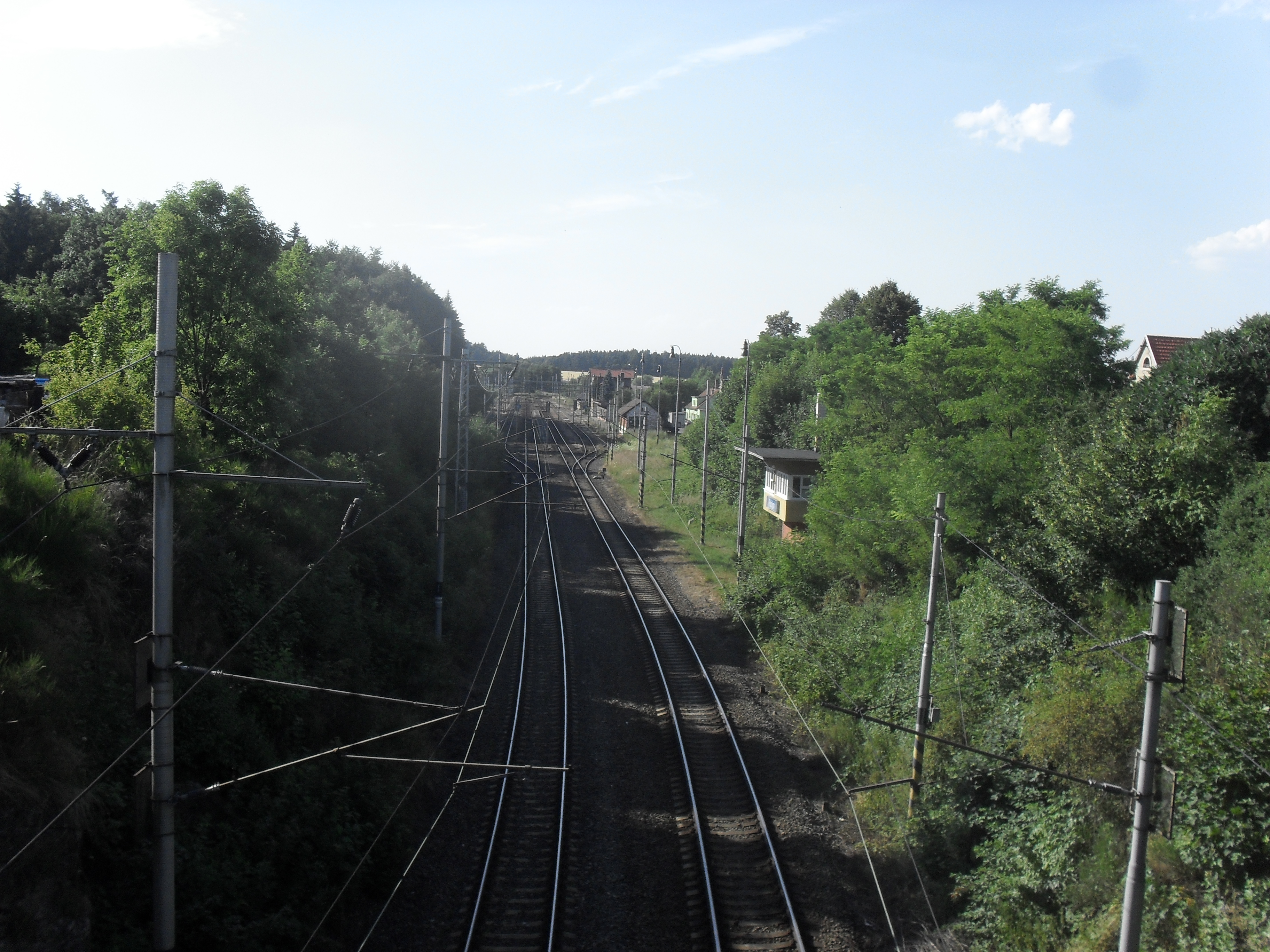
Pačejov (stav před rekonstrukcí
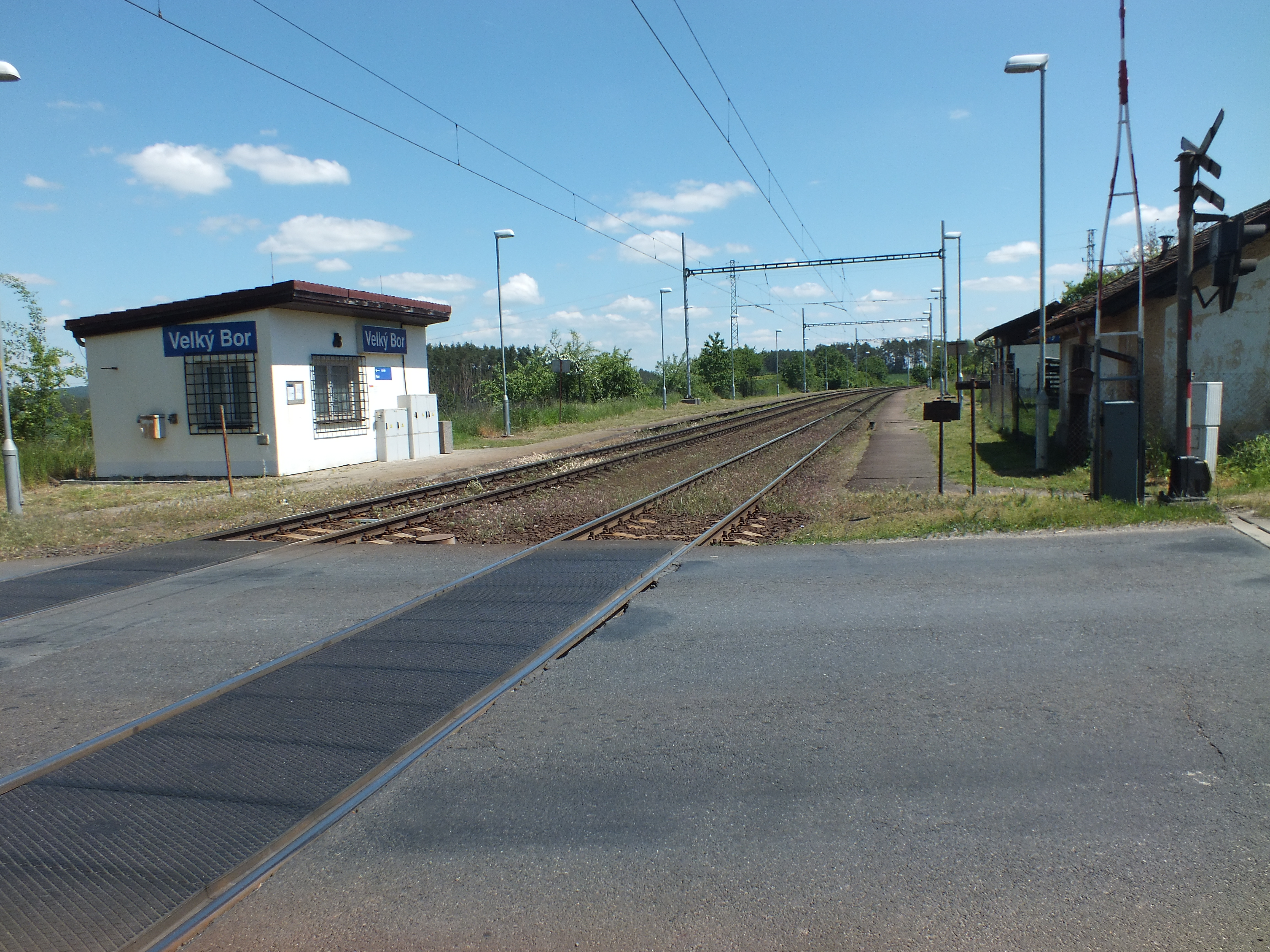
Velký Bor
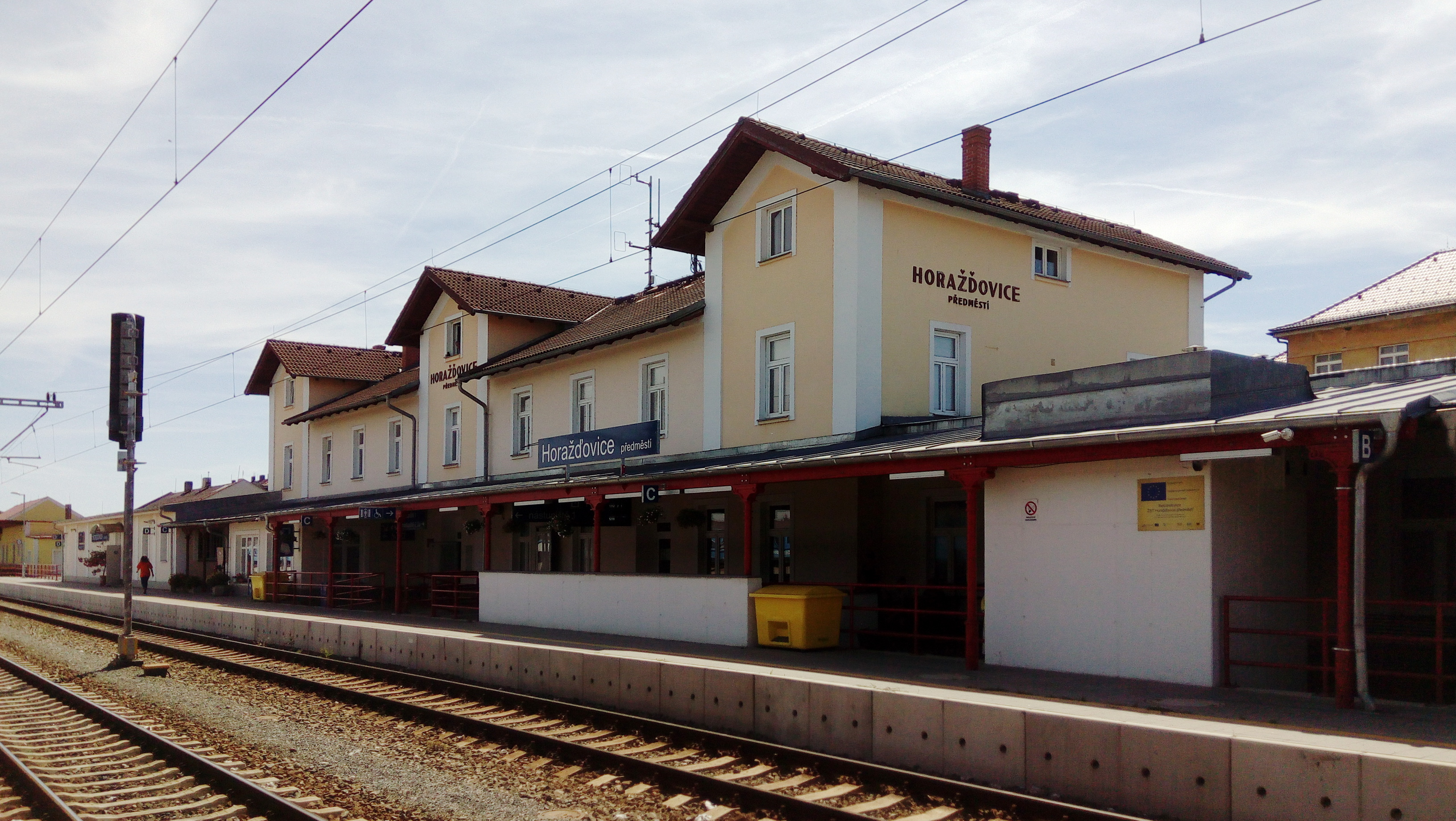
Horažďovice předměstí
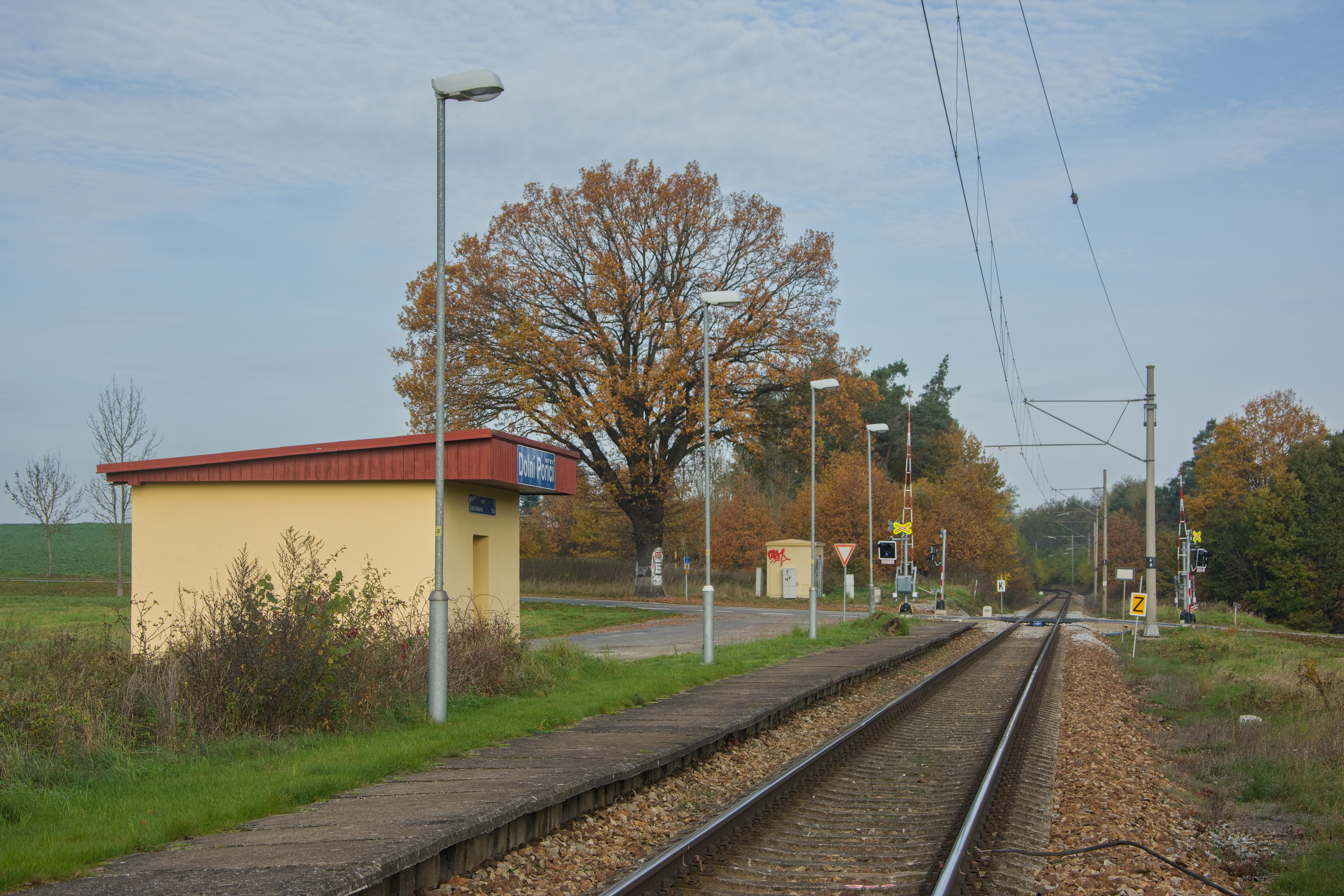
Dolní Poříčí
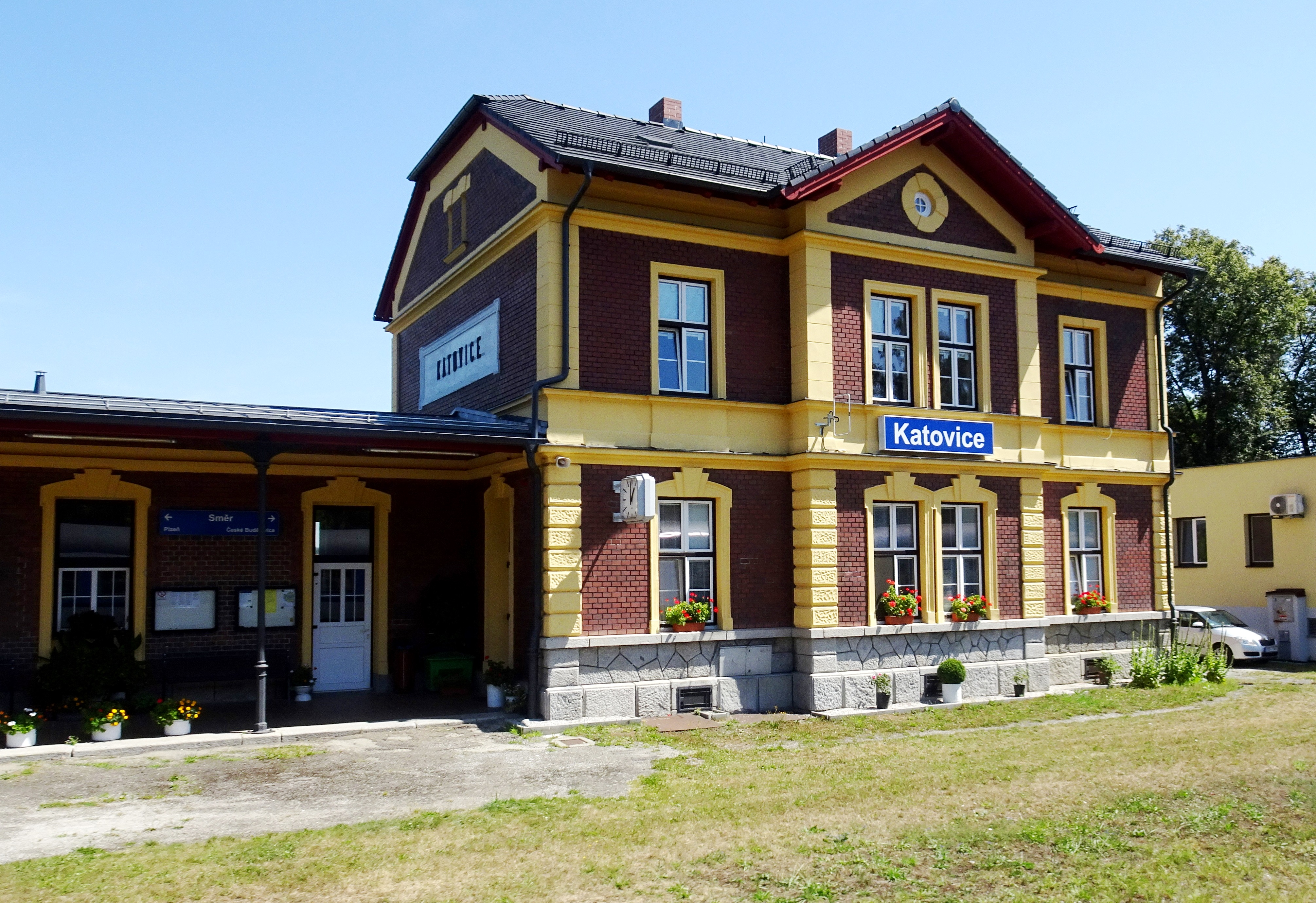
Katovice
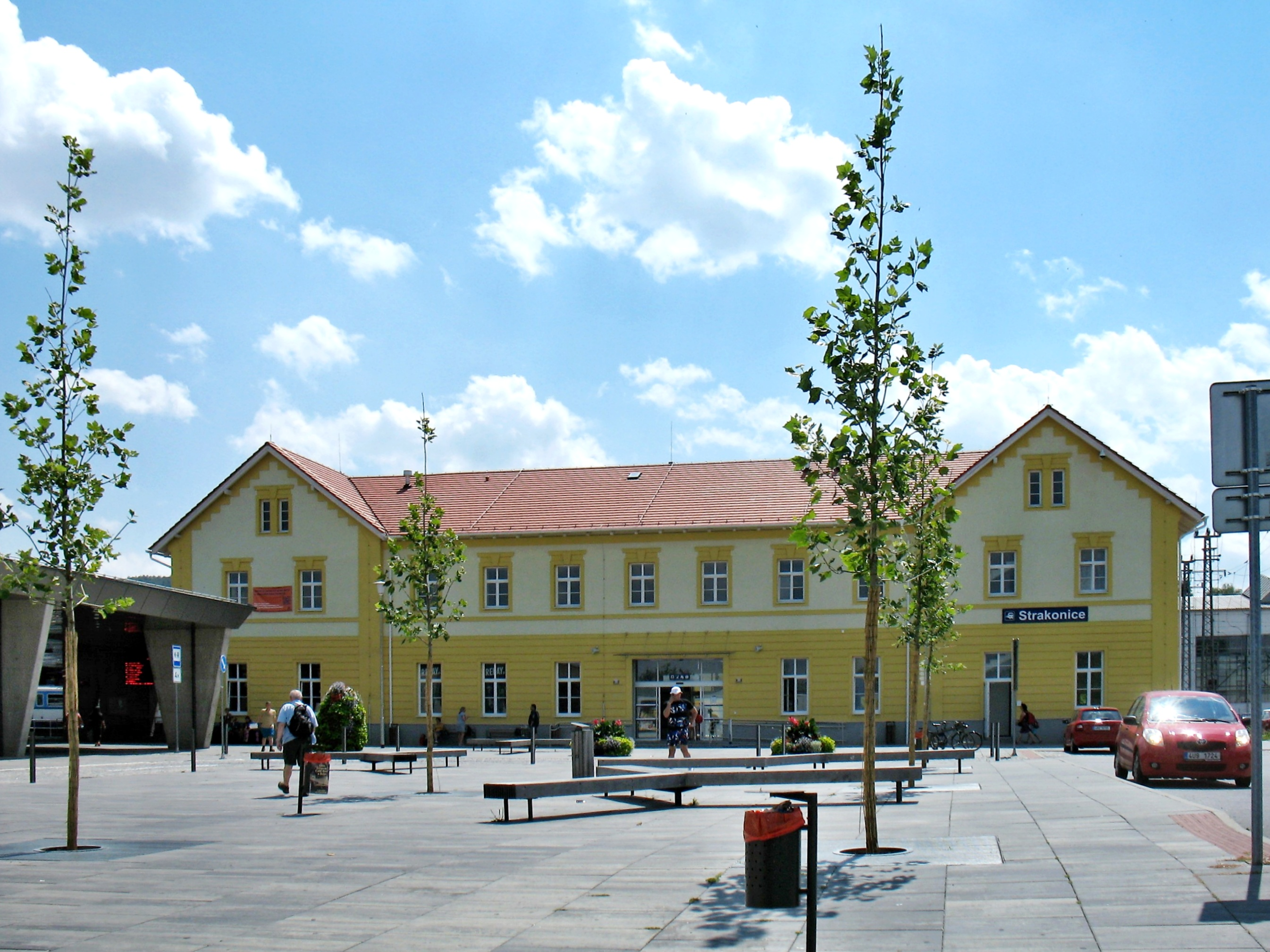
Strakonice
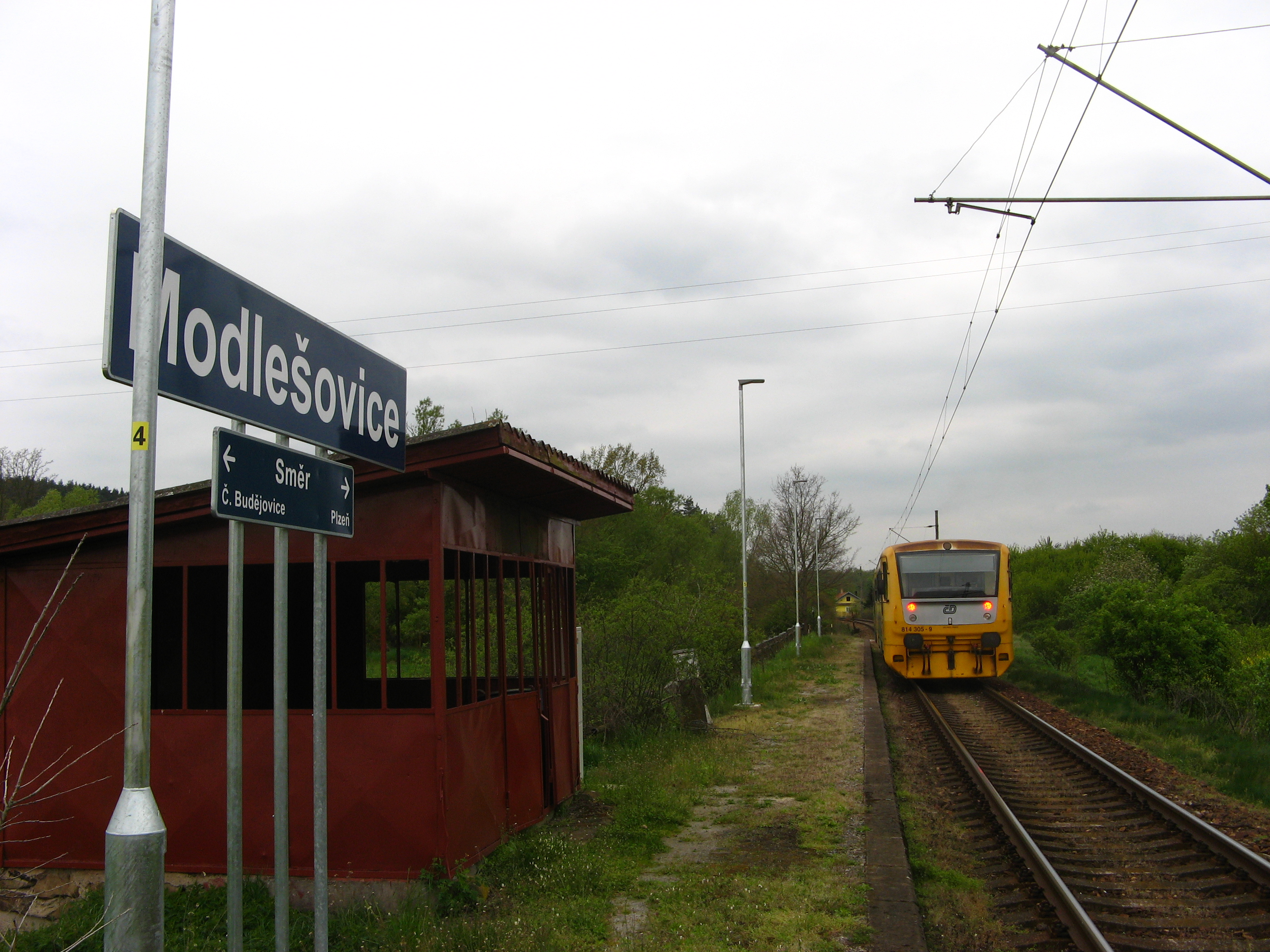
Modlešovice
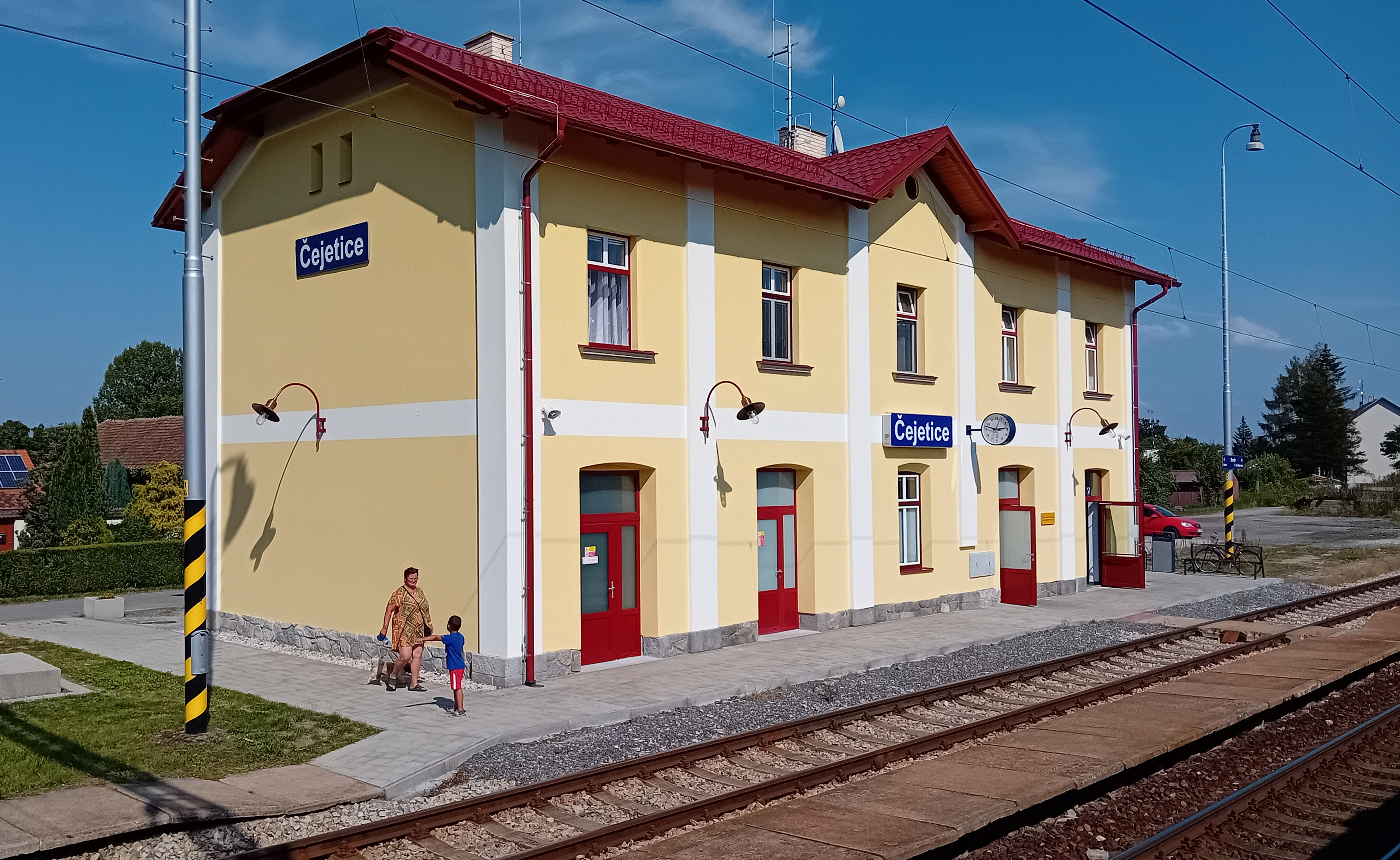
Čejetice
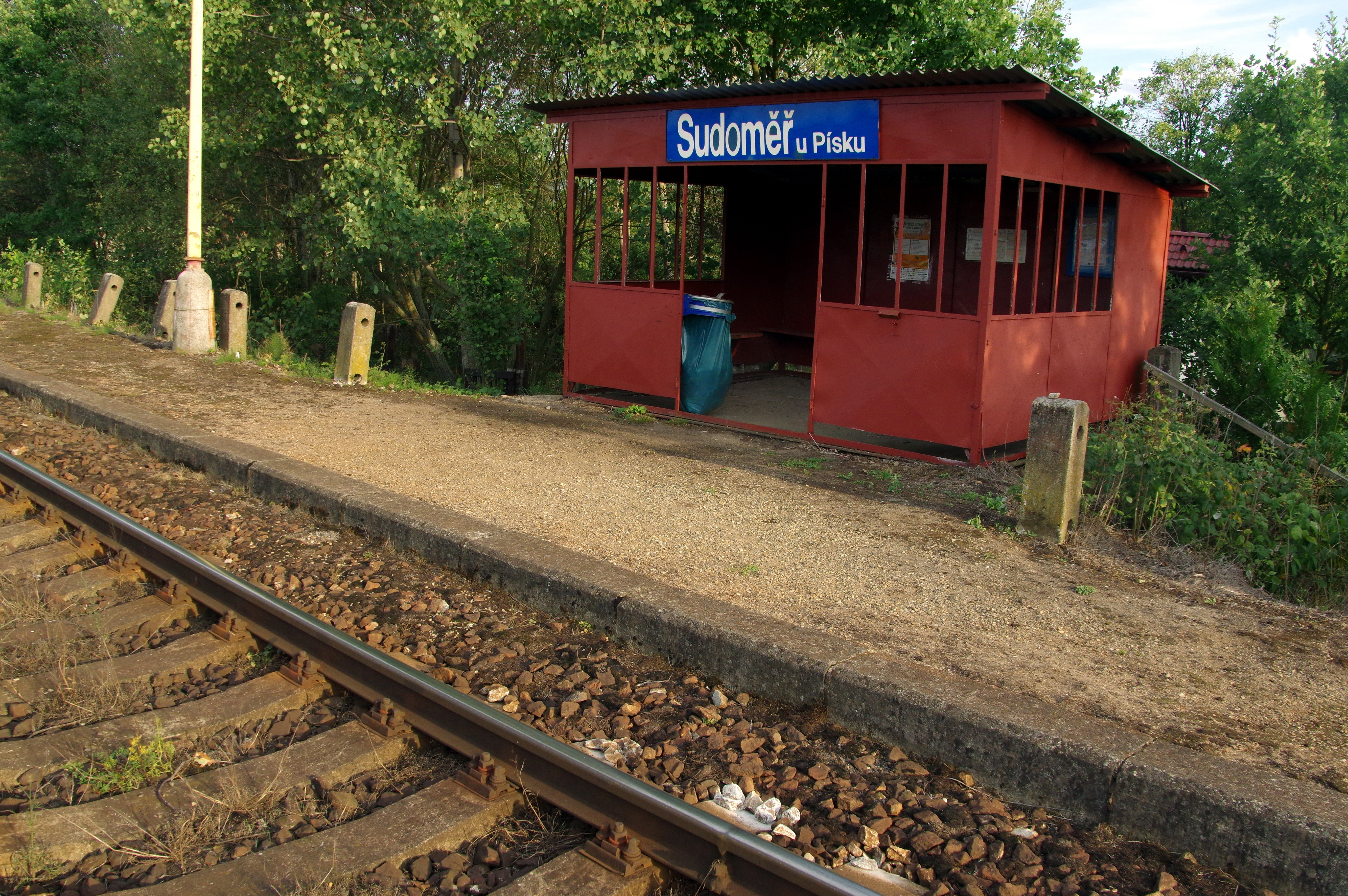
Sudoměř u Písku
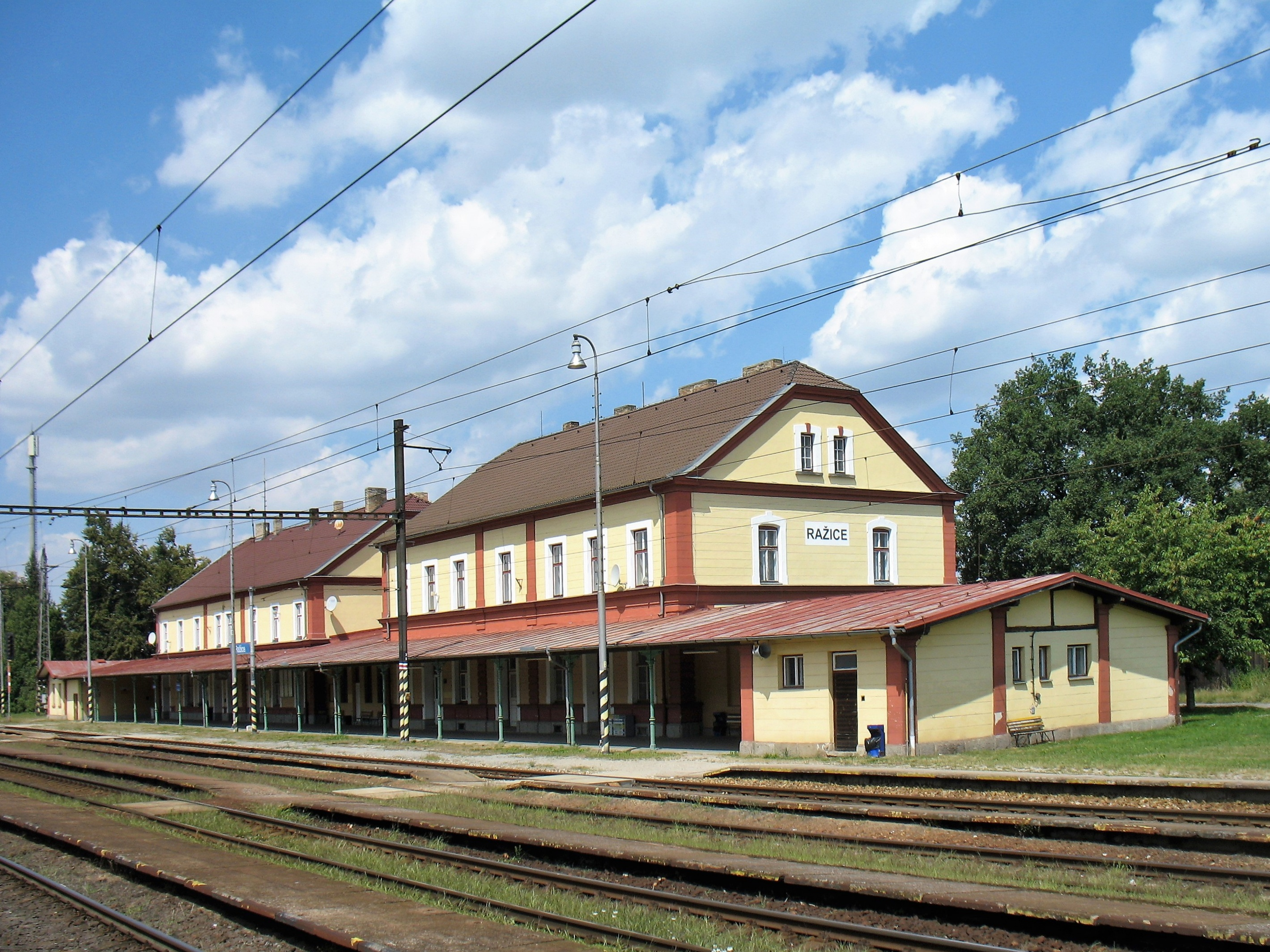
Ražice
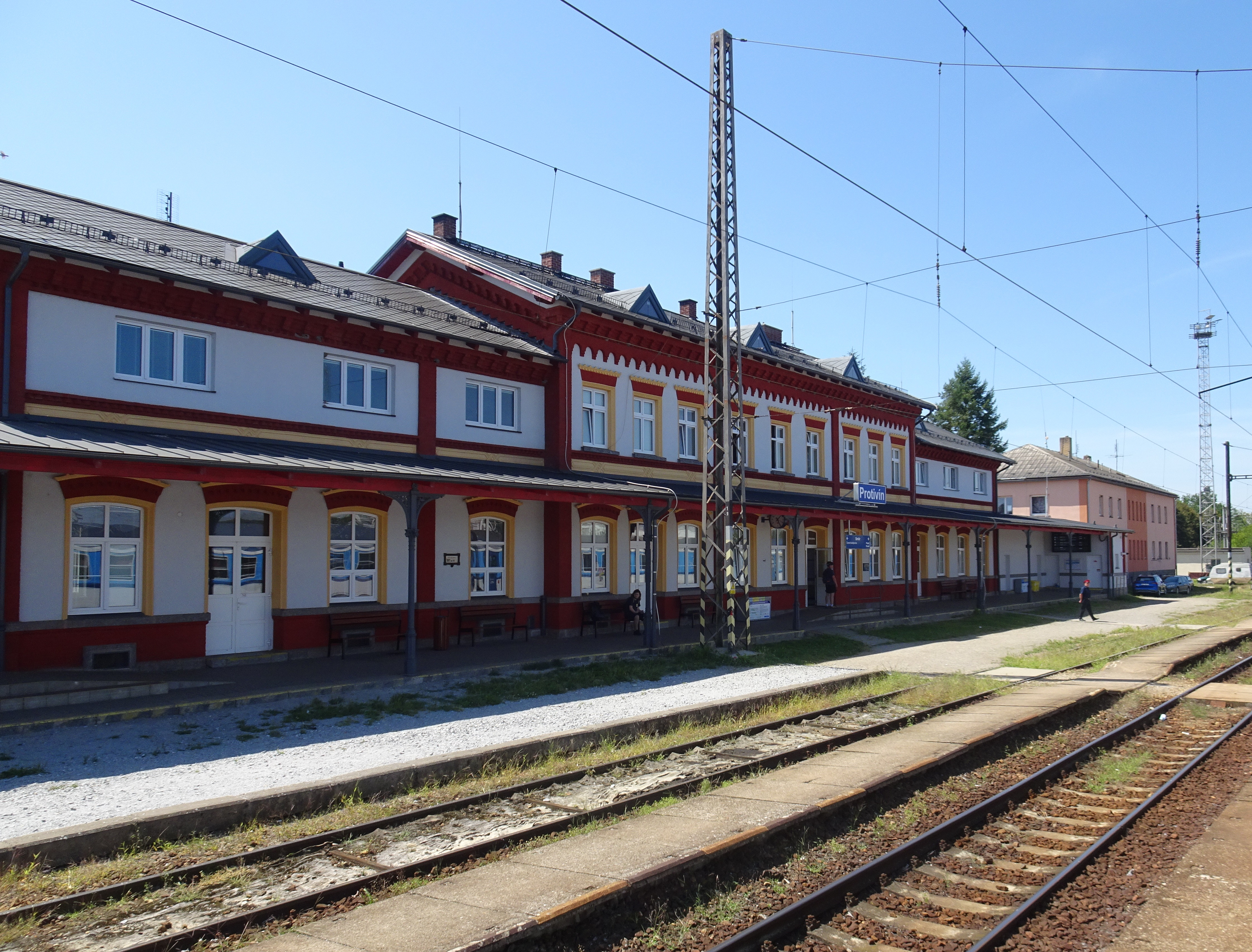
Protivín
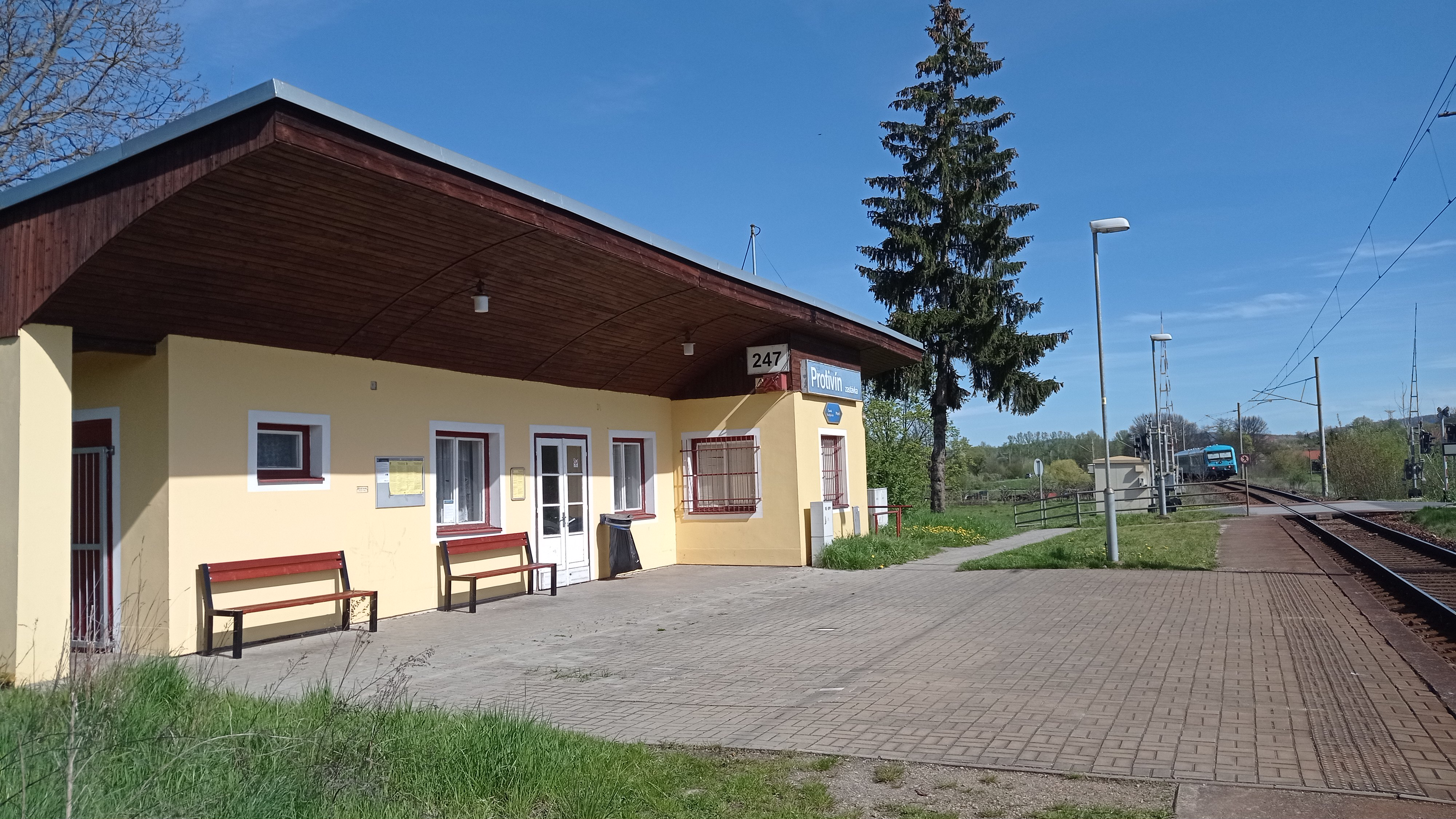
Protivín zastávka
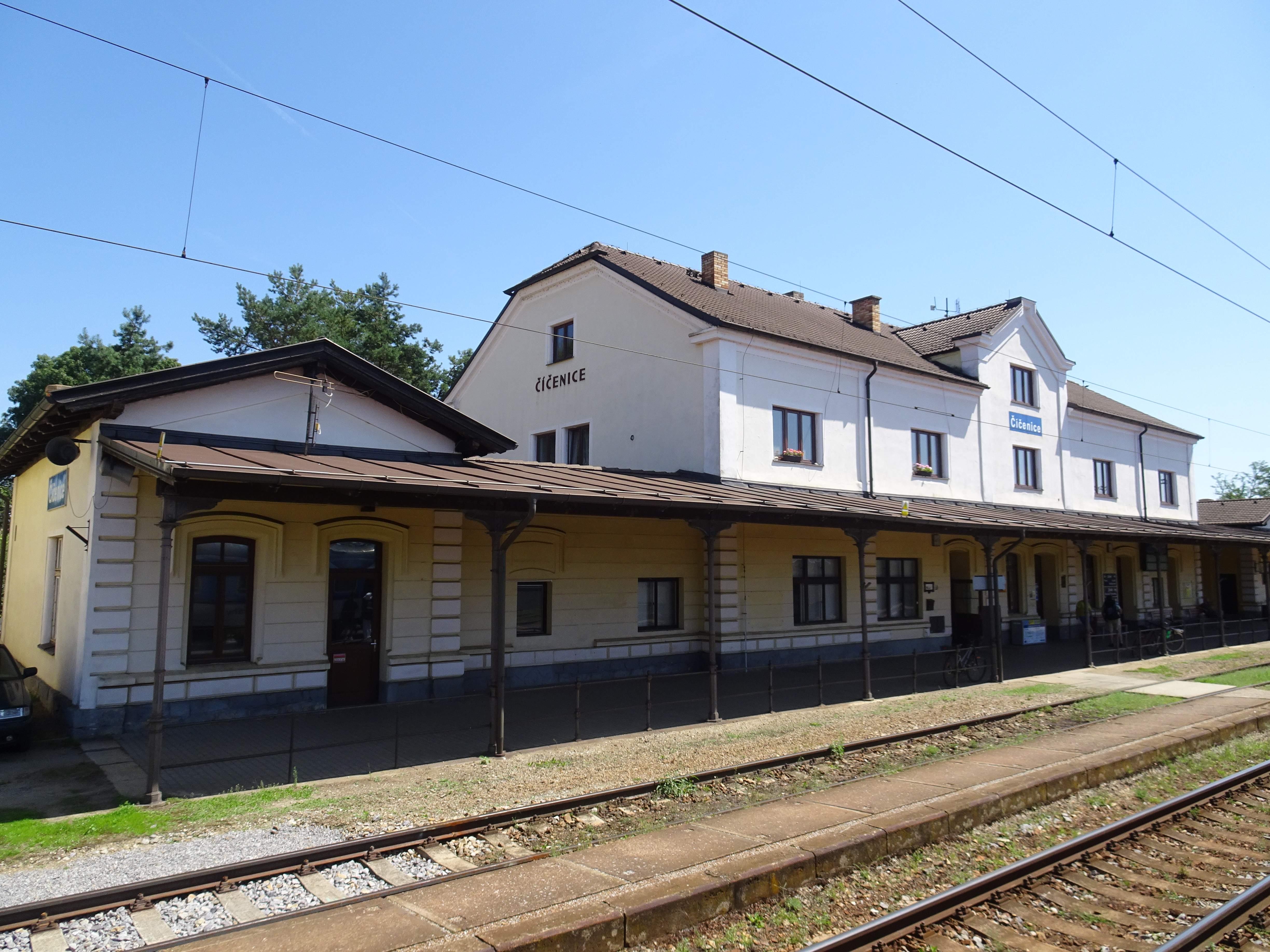
Číčenice
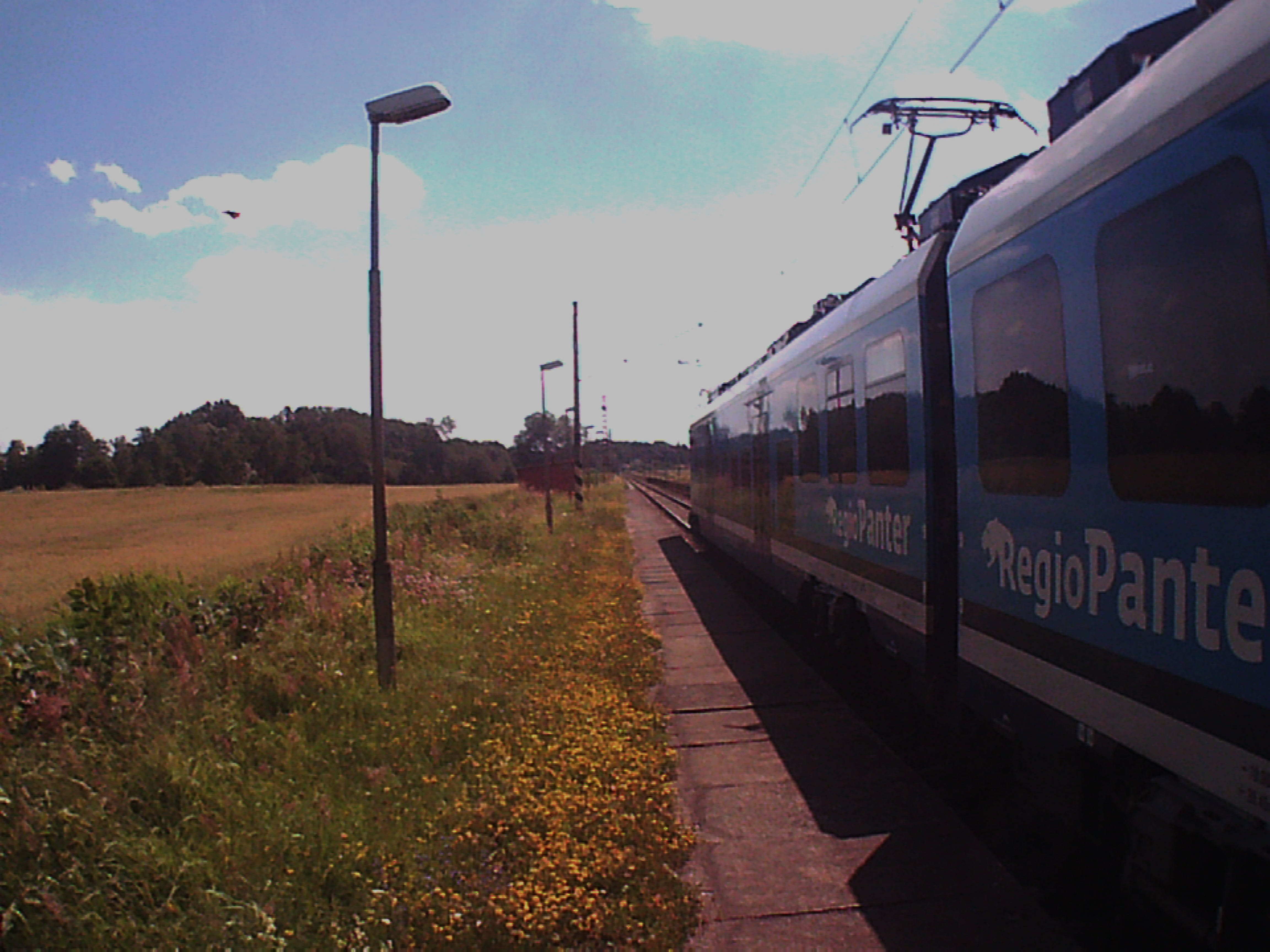
Záblatíčko
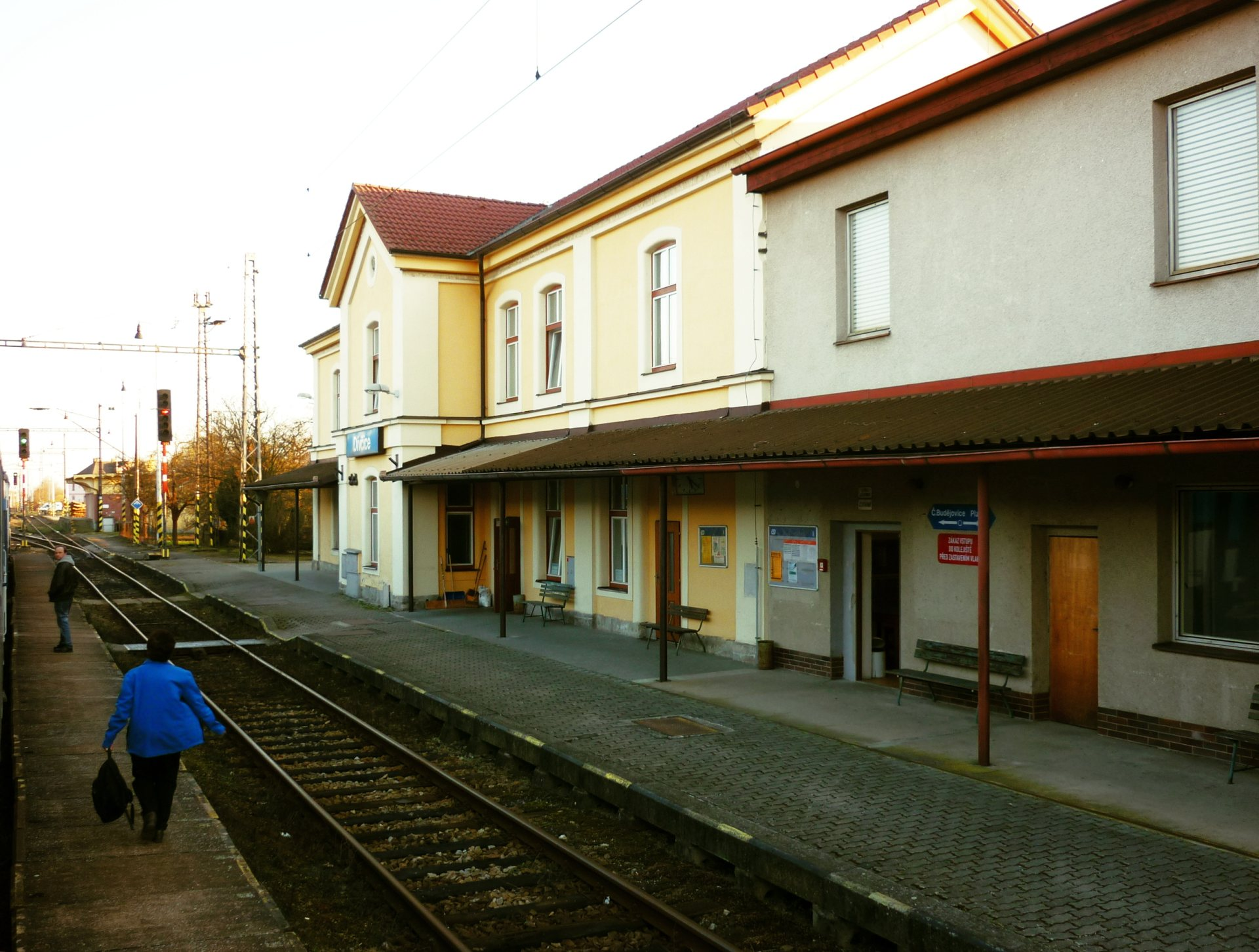
Dívčice
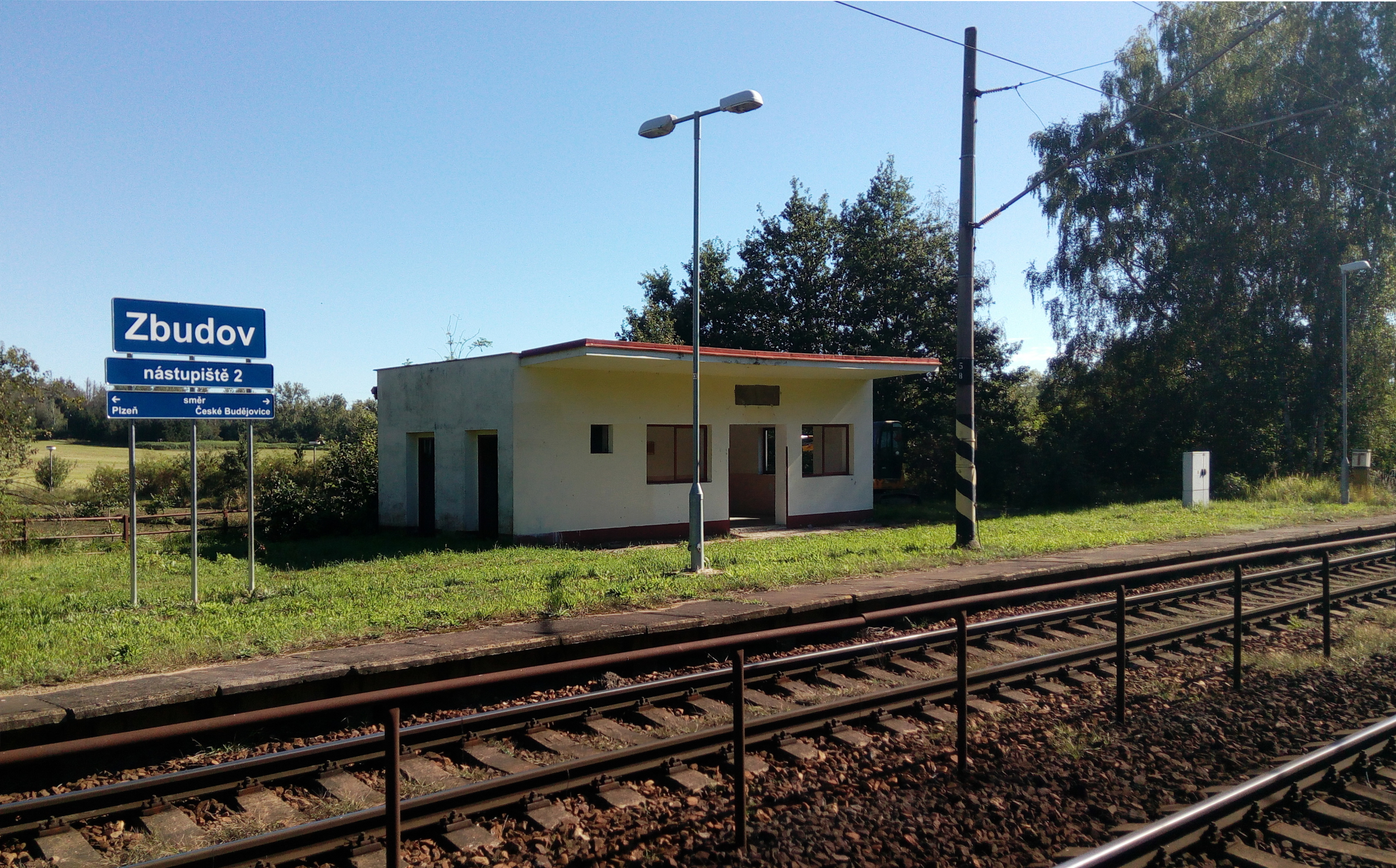
Zbudov
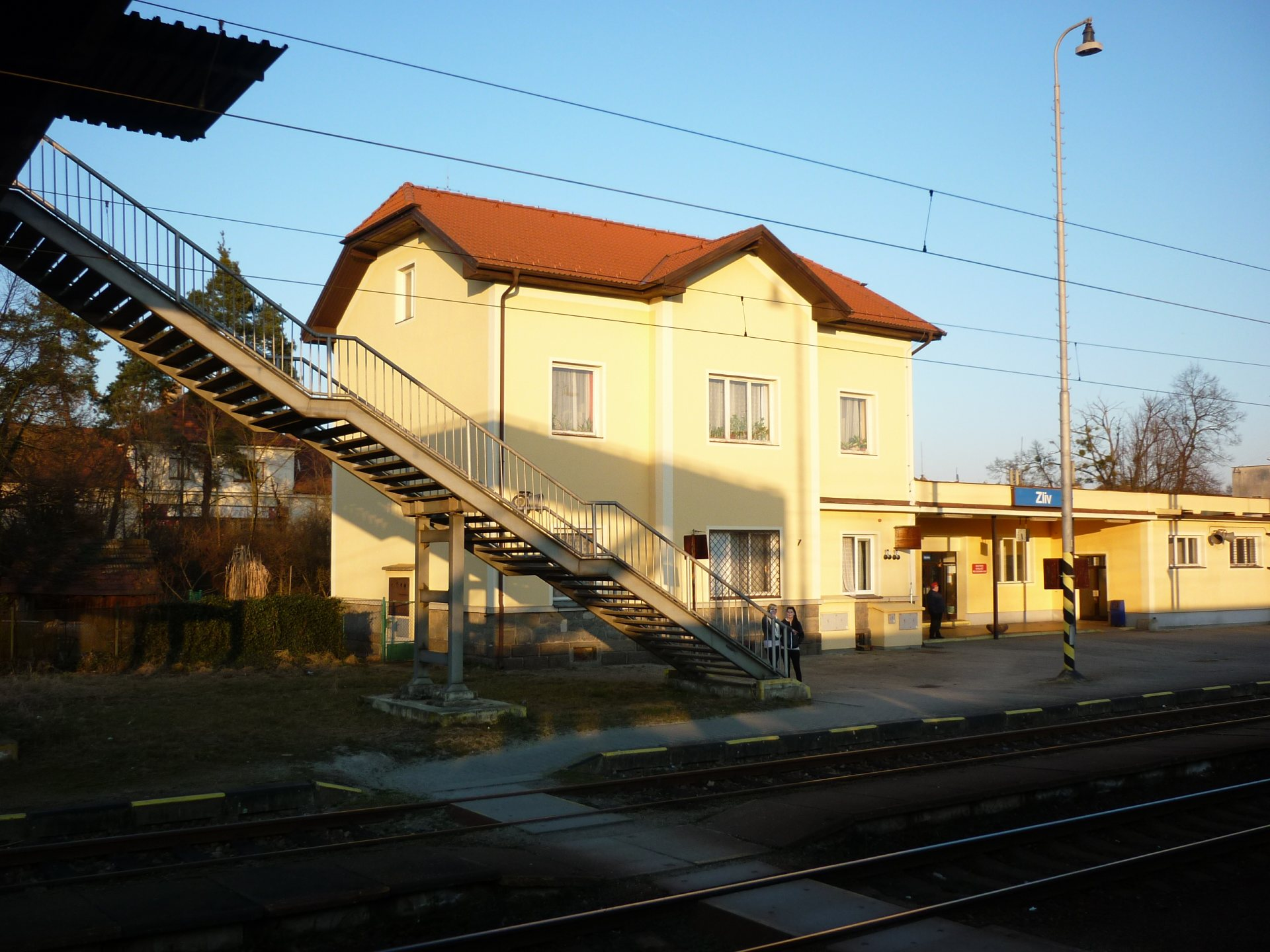
Zliv
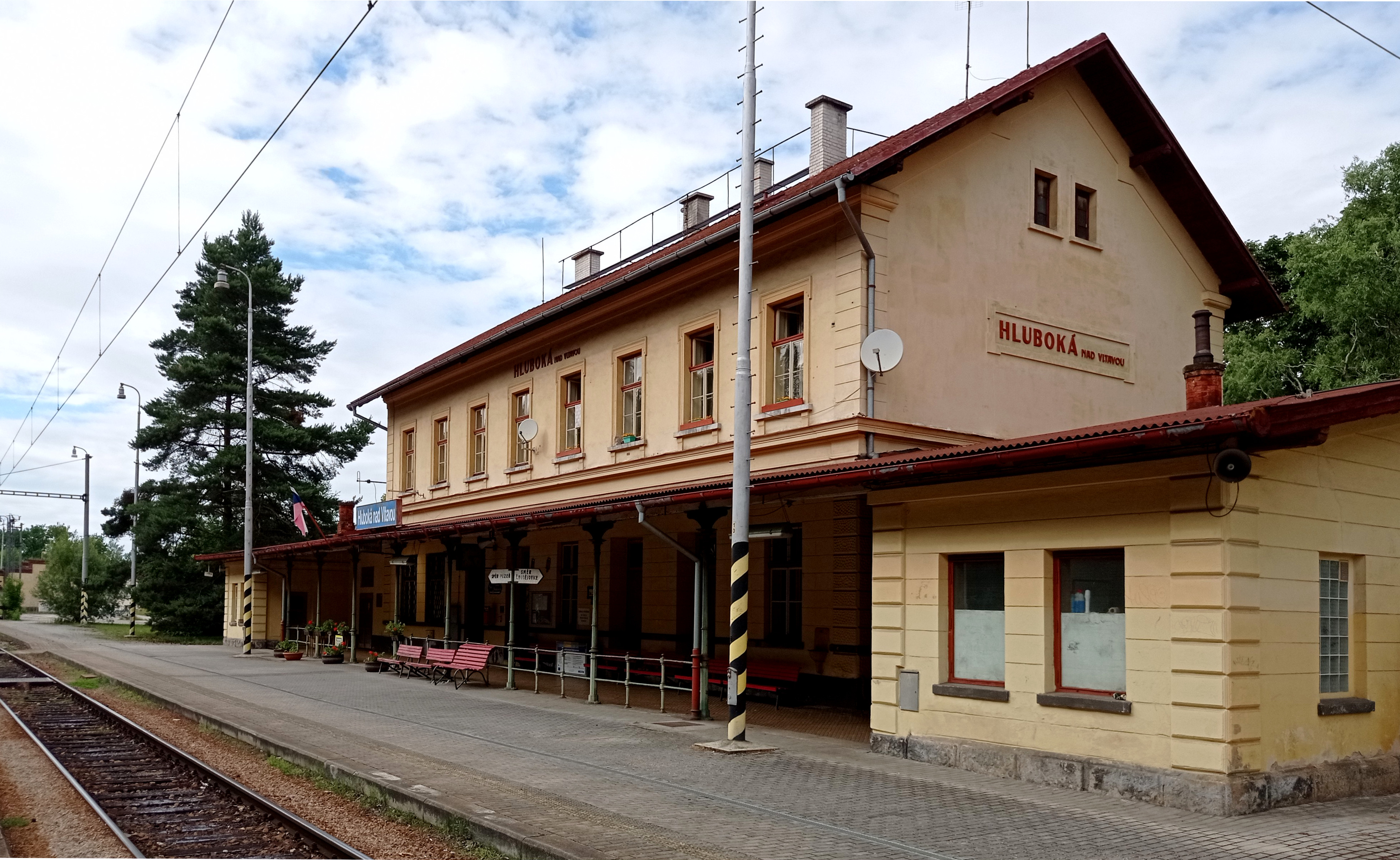
Hluboká nad Vltavou
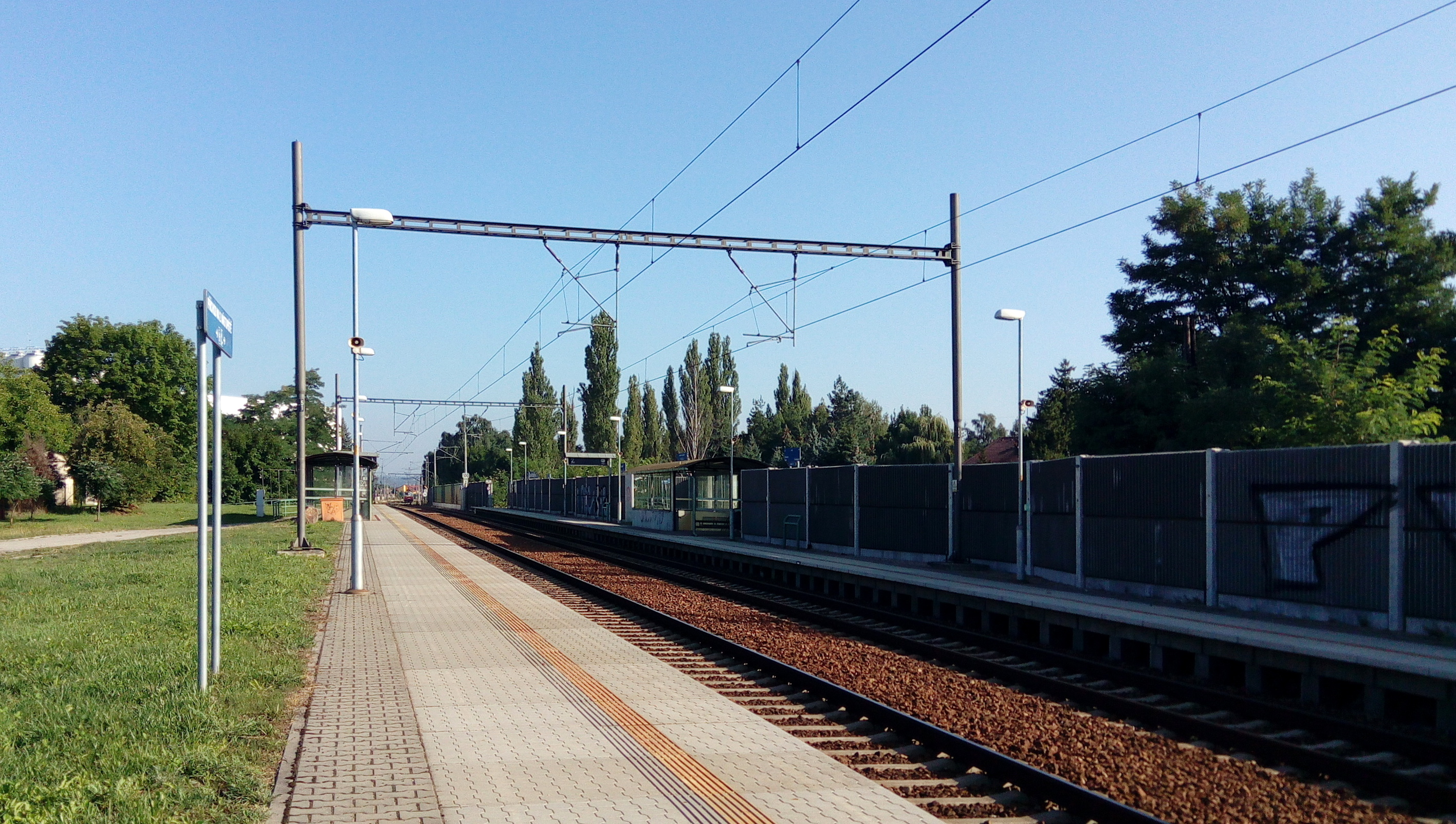
České Budějovice severní zastávka
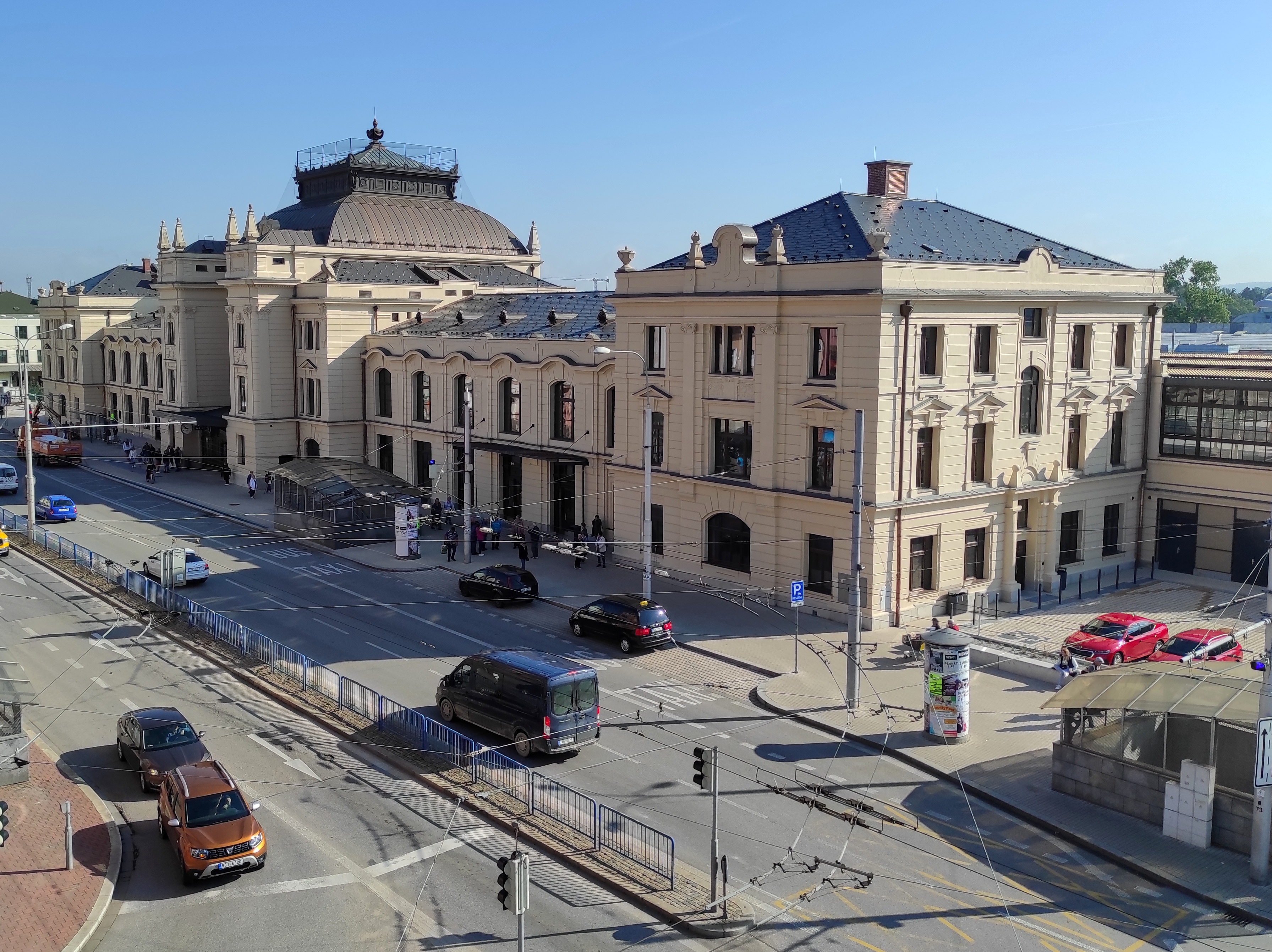
České Budějovice

## Navazující tratě

### Plzeň hlavní nádraží
- Železniční trať Plzeň–Žatec
- Železniční trať Praha–Plzeň
- Železniční trať Plzeň – Železná Ruda-Alžbětín
- Železniční trať Plzeň–Cheb
- Železniční trať Plzeň – Furth im Wald

### Nezvěstice
- Železniční trať Rokycany–Nezvěstice

### Nepomuk
- Železniční trať Nepomuk–Blatná

### Horažďovice předměstí
- Železniční trať Horažďovice předměstí – Domažlice

### Strakonice
- Železniční trať Strakonice–Volary
- Železniční trať Březnice–Strakonice

### Ražice
- Železniční trať Tábor–Ražice

### Protivín
- Železniční trať Zdice–Protivín

### Číčenice
- Železniční trať Číčenice – Týn nad Vltavou
- Železniční trať Číčenice – Nové Údolí

### Dívčice
- Železniční trať Dívčice–Netolice

### České Budějovice
- Železniční trať České Budějovice – Černý Kříž
- Železniční trať České Budějovice – Summerau
- Železniční trať České Budějovice – Gmünd
- Železniční trať Praha – České Budějovice